# Liste der Stolpersteine in Mainz-Altstadt
 Info: Angaben zu Eigenschaften, welche alle Teillisten für Mainz gemeinsam haben, sind unter der Liste der Stolpersteine in Mainz zu finden.
Hinweis 1: Die Liste ist sortierbar. Durch Anklicken eines Spaltenkopfes wird die Liste nach dieser Spalte sortiert, zweimaliges Anklicken kehrt die Sortierung um. Durch Anklicken zweier Spalten nacheinander lässt sich jede gewünschte Kombination erzielen.
Hinweis 2: Mit dem Anklicken eines Bildes vergrößert man die Auflösung

## Stolpersteine in Mainz-Altstadt
| Adresse                                    | Verlegedatum  | Gestiftet von | Inschrift | Bild | Anmerkung |
| ------------------------------------------ | ------------- | --- | --- | --- | --- |
| Klarastraße 29 · Mainz ·                   | 16. Aug. 2014 | Dr. Joan Salomon USA | HIER WOHNTE JETTCHEN MAYER GEB. ROSSKAMM JG. 1881 DEPORTIERT 1942 TREBLINKA ERMORDET 2.10.1942                                                      | | 1938 lebte die junge Witwe Jettchen Mayer mit ihren Töchtern Ruth und Helina in der Klarastraße 29. Helina, der die Flucht nach New York gelungen war, beantragte Visa für ihre Mutter und Schwester aber als sie endlich genehmigt worden sind, war es zu spät. Am 30. September 1942 wurde Jettchen Mayer und ihre Tochter Ruth zusammen mit 178 anderen Mainzer Juden deportiert. Zwei Tage lang waren sie unterwegs, bis sie im Vernichtungslager Treblinka eintrafen. Noch am selben Tag, am 2. Oktober 1942, wurden sie ermordet. Kennkarte Jettchen Mayer |
| Klarastraße 29 · Mainz ·                   | 16. Aug. 2014 | Dr. Joan Salomon USA | HIER WOHNTE RUTH GERTRUDE MAYER JG. 1921 DEPORTIERT 1942 TREBLINKA ERMORDET 2.10.1942                                                               | | 1938 lebte die junge Witwe Jettchen Mayer mit ihren Töchtern Ruth und Helina in der Klarastraße 29. Helina, der die Flucht nach New York gelungen war, beantragte Visa für ihre Mutter und Schwester aber als sie endlich genehmigt worden sind, war es zu spät. Am 30. September 1942 wurde Jettchen Mayer und ihre Tochter Ruth zusammen mit 178 anderen Mainzer Juden deportiert. Zwei Tage lang waren sie unterwegs, bis sie im Vernichtungslager Treblinka eintrafen. Noch am selben Tag, am 2. Oktober 1942, wurden sie ermordet. Kennkarte Jettchen Mayer |
| Klarastraße 29 · Mainz ·                   | 16. Aug. 2014 | Dr. Joan Salomon USA | HIER WOHNTE HELINA MAYER VERH. LONG JG. 1914 FLUCHT 1939 USA                                                                                        | | Helina Mayer konnte dem Naziterror entkommen. Verwandte ermöglichten ihr, in die USA einzureisen, musste aber ihre Mutter und Schwester zurücklassen. Körperlich lebte sie weiter, innerlich jedoch war sie gebrochen. |
| Klarastraße 29 · Mainz ·                   | 25. Okt. 2019 | | HIER WOHNTE BERTA ABT GEB. KAHN-HUT JG. 1883 DEPORTIERT 1942 PIASKI ERMORDET                                                                        | | Kennkarte Berta Abt |
| Klarastraße 29 · Mainz ·                   | 25. Okt. 2019 | HIER WOHNTE META ABT JG. 1905 DEPORTIERT 1942 PIASKI LUBLIN ERMORDET | | | Kennkarte Berta Abt |
| Bischofsplatz 12 · Mainz ·                 | 3. Feb. 2015  | Verwandtschaft Familie Bamberger | HIER WOHNTE BERTA ‚BERTEL‘ BAMBERGER JG. 1869 GEDEMÜTIGT/ENTRECHTET FLUCHT IN DEN TOD 11.9.1942                                                     | | Ende September sollte Berta 'Bertel' Bamberger mit den anderen noch in Mainz verbliebenen mehreren hundert Juden deportiert werden. Anscheinend hatte sich diese Aktion vorher in der Stadt herumgesprochen. Am 11. September nahm Bertel Bamberger Schlafmittel ein, um ihrem Leben ein Ende zu setzen. Man brachte sie ins Jüdische Krankenhaus in der Gonsenheimer Straße, wo sie wenige Stunden später starb. |
| Eisgrubweg 19 · Mainz ·                    | 5. Sep. 2016  | Dr. Joan Salomon USA | HIER WOHNTE CHANNA BLÄTTNER JG. 1939 DEPORTIERT 1942 PIASKI ERMORDET                                                                                | | Die Familie Blättner betrieb im Erdgeschoss ihres Hauses einen florierenden Weingroßhandel. Ludwig, seine Ehefrau Else und ihre kleine Tochter Channa, die nicht einmal drei Jahre alt war, gehörten zu den 470 Juden, die im März 1942 in der Turnhalle der Feldbergschule zusammengetrieben und dann deportiert wurden; in einem Sonderzug der Reichsbahn vom Güterbahnhof an der Mombacher Straße ins Ghetto Piaski im deutsch besetzten Polen und ermordet wurden. So löschten die Nazis eine Familie aus, als hätte sie nie existiert. |
| Eisgrubweg 19 · Mainz ·                    | 5. Sep. 2016  | Dr. Joan Salomon USA | HIER WOHNTE ELSE BLÄTTNER GEB. MAYER JG. 1908 DEPORTIERT 1942 PIASKI ERMORDET                                                                       | | Die Familie Blättner betrieb im Erdgeschoss ihres Hauses einen florierenden Weingroßhandel. Ludwig, seine Ehefrau Else und ihre kleine Tochter Channa, die nicht einmal drei Jahre alt war, gehörten zu den 470 Juden, die im März 1942 in der Turnhalle der Feldbergschule zusammengetrieben und dann deportiert wurden; in einem Sonderzug der Reichsbahn vom Güterbahnhof an der Mombacher Straße ins Ghetto Piaski im deutsch besetzten Polen und ermordet wurden. So löschten die Nazis eine Familie aus, als hätte sie nie existiert. |
| Eisgrubweg 19 · Mainz ·                    | 5. Sep. 2016  | Dr. Joan Salomon USA | HIER WOHNTE LUDWIG BLÄTTNER JG. 1902 DEPORTIERT 1942 PIASKI ERMORDET                                                                                | | Die Familie Blättner betrieb im Erdgeschoss ihres Hauses einen florierenden Weingroßhandel. Ludwig, seine Ehefrau Else und ihre kleine Tochter Channa, die nicht einmal drei Jahre alt war, gehörten zu den 470 Juden, die im März 1942 in der Turnhalle der Feldbergschule zusammengetrieben und dann deportiert wurden; in einem Sonderzug der Reichsbahn vom Güterbahnhof an der Mombacher Straße ins Ghetto Piaski im deutsch besetzten Polen und ermordet wurden. So löschten die Nazis eine Familie aus, als hätte sie nie existiert. |
| Welschnonnengasse 5 · Mainz ·              | 9. Mai 2018   | Dr. Bernd Bensel Werner Dornhöfer Cornelia Kramer | HIER WOHNTE FRIEDRICH BLUM JG. 1914 FLUCHT 1938 USA                                                                                                 | | Kennkarte Albert Rosenthal |
| Welschnonnengasse 5 · Mainz ·              | 9. Mai 2018   | Dr. Bernd Bensel Werner Dornhöfer Cornelia Kramer | HIER WOHNTE LILLY BLUM VERH. MEYER JG. 1913 FLUCHT 1938 HOLLAND 1939 USA                                                                            | | Kennkarte Albert Rosenthal |
| Welschnonnengasse 5 · Mainz ·              | 9. Mai 2018   | Dr. Bernd Bensel Werner Dornhöfer Cornelia Kramer | HIER WOHNTE JOHANNA GELDZÄHLER GEB. ROSENTHAL JG. 1891 DEPORTIERT 1942 PIASKI ERMORDET                                                              | | Kennkarte Albert Rosenthal |
| Welschnonnengasse 5 · Mainz ·              | 9. Mai 2018   | Dr. Bernd Bensel Werner Dornhöfer Cornelia Kramer | HIER WOHNTE RECHA ROSENTHAL GEB. ROSENTHAL JG. 1898 DEPORTIERT 1942 PIASKI ERMORDET                                                                 | | Kennkarte Albert Rosenthal |
| Welschnonnengasse 5 · Mainz ·              | 9. Mai 2018   | Dr. Bernd Bensel Werner Dornhöfer Cornelia Kramer | HIER WOHNTE REGINA FRIEDA BLUM GEB. ROSENTHAL JG. 1888 DEPORTIERT 1942 PIASKI ERMORDET                                                              | | Kennkarte Albert Rosenthal |
| Welschnonnengasse 5 · Mainz ·              | 9. Mai 2018   | Dr. Bernd Bensel Werner Dornhöfer Cornelia Kramer | HIER WOHNTE ALBERT ROSENTHAL JG. 1881 DEPORTIERT 1942 PIASKI ERMORDET                                                                               | | Kennkarte Albert Rosenthal |
| Karmeliterstraße 7 · Mainz ·               | 5. Sep. 2016  | Karmeliterkonvent Mainz | HIER WOHNTE BRUDER RAPHAEL TIJHUIS JG. 1913 VERHAFTET 1940 GEFÄNGNIS PREUNGESHEIM 1942 DACHAU BEFREIT                                               | | 25.07.1940 Festnahme Gestapo 30.10.1940 Verurteilt wegen Verstoßes gegen das „Heimtückengesetz“ Ab 08.11.1940 Haft in der JVA Frankfurt-Preungesheim 31.01.1942 Verlegung ins Staatspolizeigefängnis Darmstadt 13.03.1942 Ankunft im KZ Dachau 29.04.1945 Befreiung aus dem KZ Dachau |
| Breidenbacher Str. 19 ·                    | 5. Nov. 2007  | Mainzer Turnverein von 1817 | HIER WOHNTE ANNA CANTOR JG. 1872 DEPORTIERT 27.3.1942 THERESIENSTADT TOT 11.5.1944                                                                  | | Ernst Cantor, im Hause Breidenbacher Straße 19 geboren, wurde 1911 Vorsitzender des Mainzer Turnvereins. Im April 1933 wurde der Versicherungskaufmann im Zuge der Beschlussfassung der Deutschen Turnerschaft zur Umsetzung des „Arierparagraphen“ aus dem Verein ausgeschlossen. Am 25. März 1942 wurde er mit dem ersten großen „Judentransport“ aus Mainz deportiert. Seine drei Geschwister wurden im September 1942 deportiert. Die Stolpersteine Ludwig Max, Anna, Paul und Ernst Cantor vor dem Haus Breidenbacherstraße 19 wurden am 6. November 2007 auf Anregung des Mainzer Turnvereins 1817 (MTV) als die Ersten in Mainz verlegt. Kennkarte Ernst Cantor Kennkarte Paul Cantor |
| Breidenbacher Str. 19 ·                    | 5. Nov. 2007  | Mainzer Turnverein von 1817 | HIER WOHNTE ERNST CANTOR JG. 1877 DEPORTIERT 25.3.1942 PIASKI ERMORDET                                                                              | | Ernst Cantor, im Hause Breidenbacher Straße 19 geboren, wurde 1911 Vorsitzender des Mainzer Turnvereins. Im April 1933 wurde der Versicherungskaufmann im Zuge der Beschlussfassung der Deutschen Turnerschaft zur Umsetzung des „Arierparagraphen“ aus dem Verein ausgeschlossen. Am 25. März 1942 wurde er mit dem ersten großen „Judentransport“ aus Mainz deportiert. Seine drei Geschwister wurden im September 1942 deportiert. Die Stolpersteine Ludwig Max, Anna, Paul und Ernst Cantor vor dem Haus Breidenbacherstraße 19 wurden am 6. November 2007 auf Anregung des Mainzer Turnvereins 1817 (MTV) als die Ersten in Mainz verlegt. Kennkarte Ernst Cantor Kennkarte Paul Cantor |
| Breidenbacher Str. 19 ·                    | 5. Nov. 2007  | Mainzer Turnverein von 1817 | HIER WOHNTE LUDWIG MAX CANTOR JG. 1870 FLUCHT IN DEN TOD 17.2.1944 JÜD. KRANKENHAUS BERLIN                                                          | | Ernst Cantor, im Hause Breidenbacher Straße 19 geboren, wurde 1911 Vorsitzender des Mainzer Turnvereins. Im April 1933 wurde der Versicherungskaufmann im Zuge der Beschlussfassung der Deutschen Turnerschaft zur Umsetzung des „Arierparagraphen“ aus dem Verein ausgeschlossen. Am 25. März 1942 wurde er mit dem ersten großen „Judentransport“ aus Mainz deportiert. Seine drei Geschwister wurden im September 1942 deportiert. Die Stolpersteine Ludwig Max, Anna, Paul und Ernst Cantor vor dem Haus Breidenbacherstraße 19 wurden am 6. November 2007 auf Anregung des Mainzer Turnvereins 1817 (MTV) als die Ersten in Mainz verlegt. Kennkarte Ernst Cantor Kennkarte Paul Cantor |
| Breidenbacher Str. 19 ·                    | 5. Nov. 2007  | Mainzer Turnverein von 1817 | HIER WOHNTE PAUL CANTOR JG. 1876 DEPORTIERT 27.9.1942 THERESIENSTADT TOT 20.10.1942                                                                 | | Ernst Cantor, im Hause Breidenbacher Straße 19 geboren, wurde 1911 Vorsitzender des Mainzer Turnvereins. Im April 1933 wurde der Versicherungskaufmann im Zuge der Beschlussfassung der Deutschen Turnerschaft zur Umsetzung des „Arierparagraphen“ aus dem Verein ausgeschlossen. Am 25. März 1942 wurde er mit dem ersten großen „Judentransport“ aus Mainz deportiert. Seine drei Geschwister wurden im September 1942 deportiert. Die Stolpersteine Ludwig Max, Anna, Paul und Ernst Cantor vor dem Haus Breidenbacherstraße 19 wurden am 6. November 2007 auf Anregung des Mainzer Turnvereins 1817 (MTV) als die Ersten in Mainz verlegt. Kennkarte Ernst Cantor Kennkarte Paul Cantor |
| Hintere Bleiche 32 · Mainz ·               | 3. Feb. 2015  | Frauenlob-Gymnasium Mainz | HIER WOHNTE LEA ZITRONENBAUM JG. 1926 'POLENAKTION' 1938 ERMORDET IM BESETZTEN POLEN                                                                | | Leas Eltern, Oskar und Amalie Zitronenbaum, geb. Krischer, stammten aus dem österreichischen, später wieder polnischen Jaslo. Oskar Zitronenbaum zog 1912 nach Mainz, Amalie Zitronenbaum kam 1919 nach der Hochzeit in die Stadt. In der Augustinerstraße 51 betrieben sie ein Wäschegeschäft. Wie tausende andere Einwanderer, die, weil jüdisch, ab 1934 wieder als polnische Staatsbürger galten, wurden auch die Zitronenbaums im Oktober 1938 nach Polen abgeschoben. Das Geschäft der Familie wurde im Novemberpogrom demoliert. Amalie Zitronenbaum kehrte kurz nach Mainz zurück und setzte den Sohn auf einen der Kindertransporte nach England. Lea, eine hoffnungsvolle junge Frau, wurde mit den Eltern Opfer des nazistischen Mordprogramms. |
| Hintere Bleiche 32 · Mainz ·               | 3. Feb. 2015  | Frauenlob-Gymnasium Mainz | HIER WOHNTE MALKA AMALIE ZITRONENBAUM GEB. KRISCHER JG. 1893 'POLENAKTION' 1938 ERMORDET IM BESETZTEN POLEN                                         | | Leas Eltern, Oskar und Amalie Zitronenbaum, geb. Krischer, stammten aus dem österreichischen, später wieder polnischen Jaslo. Oskar Zitronenbaum zog 1912 nach Mainz, Amalie Zitronenbaum kam 1919 nach der Hochzeit in die Stadt. In der Augustinerstraße 51 betrieben sie ein Wäschegeschäft. Wie tausende andere Einwanderer, die, weil jüdisch, ab 1934 wieder als polnische Staatsbürger galten, wurden auch die Zitronenbaums im Oktober 1938 nach Polen abgeschoben. Das Geschäft der Familie wurde im Novemberpogrom demoliert. Amalie Zitronenbaum kehrte kurz nach Mainz zurück und setzte den Sohn auf einen der Kindertransporte nach England. Lea, eine hoffnungsvolle junge Frau, wurde mit den Eltern Opfer des nazistischen Mordprogramms. |
| Hintere Bleiche 32 · Mainz ·               | 3. Feb. 2015  | Frauenlob-Gymnasium Mainz | HIER WOHNTE OSIASZ ‚OSKAR‘ ZITRONENBAUM JG. 1888 'POLENAKTION' 1938 ERMORDET IM BESETZTEN POLEN                                                     | | Leas Eltern, Oskar und Amalie Zitronenbaum, geb. Krischer, stammten aus dem österreichischen, später wieder polnischen Jaslo. Oskar Zitronenbaum zog 1912 nach Mainz, Amalie Zitronenbaum kam 1919 nach der Hochzeit in die Stadt. In der Augustinerstraße 51 betrieben sie ein Wäschegeschäft. Wie tausende andere Einwanderer, die, weil jüdisch, ab 1934 wieder als polnische Staatsbürger galten, wurden auch die Zitronenbaums im Oktober 1938 nach Polen abgeschoben. Das Geschäft der Familie wurde im Novemberpogrom demoliert. Amalie Zitronenbaum kehrte kurz nach Mainz zurück und setzte den Sohn auf einen der Kindertransporte nach England. Lea, eine hoffnungsvolle junge Frau, wurde mit den Eltern Opfer des nazistischen Mordprogramms. |
| Mittlere Bleiche 36 · Mainz ·              | 6. Juli 2020  | Ortsbeirat Mainz-Altstadt | HIER WOHNTE JAKOB EIS JG. 1877 DEPORTIERT 1942 THERESIENSTADT BEFREIT                                                                               | | |
| Mittlere Bleiche 36 · Mainz ·              | 6. Juli 2020  | Ortsbeirat Mainz-Altstadt | HIER WOHNTE REGINA EIS GEB. MEYER JG. 1875 DEPORTIERT 1942 THERESIENSTADT ERMORDET 25.3.1943                                                        | | |
| Bahnhofstraße 5 · Mainz ·                  | 8. Nov. 2017  | Sparkasse Mainz | HIER WOHNTE EDUARD EPSTEIN JG. 1867 DEPORTIERT 1942 THERESIENSTADT ERMORDET 17.1.1943                                                               | | Eduard Epstein, Inhaber eines Möbelgeschäftes in der Bahnhofstraße wurde gezwungen sein Geschäft zu schließen. Am 27. September 1942 wurden er und seine Frau von Mainz über Darmstadt nach Theresienstadt deportiert. Eduard Epstein verhungerte wenige Monate später. Emma Epstein überlebte das Lager. Sie starb am 9. Februar 1956 in Vevey in der Schweiz. Kennkarte Eduard Epstein |
| Bahnhofstraße 5 · Mainz ·                  | 8. Nov. 2017  | Sparkasse Mainz | HIER WOHNTE EMMA EPSTEIN GEB. HIRSCH JG. 1874 DEPORTIERT 1942 THERESIENSTADT BEFREIT                                                                | | Eduard Epstein, Inhaber eines Möbelgeschäftes in der Bahnhofstraße wurde gezwungen sein Geschäft zu schließen. Am 27. September 1942 wurden er und seine Frau von Mainz über Darmstadt nach Theresienstadt deportiert. Eduard Epstein verhungerte wenige Monate später. Emma Epstein überlebte das Lager. Sie starb am 9. Februar 1956 in Vevey in der Schweiz. Kennkarte Eduard Epstein |
| Bahnhofstraße 5 · Mainz ·                  | 8. Nov. 2017  | Sparkasse Mainz | HIER WOHNTE KURT PAUL EPSTEIN JG. 1903 INTERNIERT WESTERBORK DEPORTIERT 1942 AUSCHWITZ ERMORDET 30.9.1942                                           | | Kurt Paul Epstein, der vor den Nationalsozialisten in die Niederlande geflohen war, wurde im Mai 1940 zusammen mit seiner Frau Ilona verhaftet und nach Auschwitz deportiert. Hier wurde er am 30. September 1942 ermordet. |
| Große Bleiche 12 · Mainz ·                 | 8. Nov. 2017  | | HIER WOHNTE UND ARBEITETE DR. BERTA ERLANGER JG. 1884 GEDEMÜTIGT/ENTRECHTET FLUCHT IN DEN TOD 9.7.1933                                              | | Erste in Mainz niedergelassene Kinderärztin; nahm sich aufgrund der zunehmenden Repressalien durch die Nazis 1933 das Leben |
| Kaiserstraße 94 · Mainz ·                  | 31. Jan. 2009 | Mainzer Singakademie | HIER WOHNTE CARL THEODOR FRANK JG. 1858 DEPORTIERT 1942 THERESIENSTADT ERMORDET 16.11.1942                                                          | | Carl Theodor Frank, Inhaber der größten Holzhandlung am Mittelrhein, war als Weinkenner bei der Mainzer Liedertafel ein geschätzter Experte. Nach der Erinnerung seines Enkels Dr. Vincent C. Frank-Steiner, ließ man seinen blinden Großvater auf einem Dachboden in Theresienstadt verhungern Kennkarte Carl Theodor Frank |
| Emmerich-Josef-Str. 6 · Mainz ·            | 6. März 2017  | Familie Ernest Fraenkel USA Familie Garry Berkovic Israel | HIER WOHNTE ALBERT FRAENKEL JG. 1929 FLUCHT 1938 FRANKREICH USA                                                                                     | | |
| Emmerich-Josef-Str. 6 · Mainz ·            | 6. März 2017  | Familie Ernest Fraenkel USA Familie Garry Berkovic Israel | HIER WOHNTE ELSE FRAENKEL GEB. STERN JG. 1899 DEPORTIERT 1942 ERMORDET IM BESETZTEN POLEN                                                           | | |
| Emmerich-Josef-Str. 6 · Mainz ·            | 6. März 2017  | Familie Ernest Fraenkel USA Familie Garry Berkovic Israel | HIER WOHNTE ERNST FRAENKEL JG. 1888 DEPORTIERT 1942 PIASKI ERMORDET                                                                                 | | |
| Emmerich-Josef-Str. 6 · Mainz ·            | 6. März 2017  | Familie Ernest Fraenkel USA Familie Garry Berkovic Israel | HIER WOHNTE MARKUS FRAENKEL JG. 1926 FLUCHT 1938 FRANKREICH USA                                                                                     | | |
| Emmerich-Josef-Str. 6 · Mainz ·            | 6. März 2017  | Familie Ernest Fraenkel USA Familie Garry Berkovic Israel | HIER WOHNTE RUDOLF FRAENKEL JG. 1931 FLUCHT 1938 FRANKREICH USA                                                                                     | | |
| Emmerich-Josef-Str. 6 · Mainz ·            | 6. März 2017  | Familie Ernest Fraenkel USA Familie Garry Berkovic Israel | HIER WOHNTE SALOMON WILHELM FRAENKEL JG. 1887 DEPORTIERT 1942 ERMORDET IM BESETZTEN POLEN                                                           | | |
| Klarastraße 17 · Mainz ·                   | 6. März 2017  | Familie Ernest Fraenkel, USA Familie Garry Berkovic Israel | HIER WOHNTE EVA FRAENKEL JG. 1925 FLUCHT 1938 BELGIEN MIT HILFE ÜBERLEBT                                                                            | | Gertrud Babette Fränkel wurde 1923 in Mainz geboren. Ihre Eltern waren der Kaufmann Oskar Fränkel und seine Ehefrau Pauline, geborene Oppenheim. Ihre Schwester Eva Klara kam 1925 in Mainz zur Welt. Seit Mai 1938 lebte sie als Haushaltsschülerin im Israelitischen Waisenhaus Dinslaken. Auch sie wurde mit einem Kindertransport nach Belgien gebracht, wo sie ebenfalls zunächst für zwei Monate in der Villa Johanna in Middelkerke lebte. Gertrud Babette Fränkel lebte danach in Privatfamilien, zuletzt in Brüssel. Auch sie erhielt einen „Arbeitseinsatzbefehl“ und meldete sich freiwillig in der Kaserne Dossin in Mechelen. |
| Klarastraße 17 · Mainz ·                   | 6. März 2017  | Familie Ernest Fraenkel, USA Familie Garry Berkovic Israel | HIER WOHNTE GERTRUD BABETTE FRAENKEL JG. 1923 FLUCHT 1938 BELGIEN INTERNIERT MECHELEN DEPORTIERT 1942 ERMORDET IN AUSCHWITZ                         | | Gertrud Babette Fränkel wurde 1923 in Mainz geboren. Ihre Eltern waren der Kaufmann Oskar Fränkel und seine Ehefrau Pauline, geborene Oppenheim. Ihre Schwester Eva Klara kam 1925 in Mainz zur Welt. Seit Mai 1938 lebte sie als Haushaltsschülerin im Israelitischen Waisenhaus Dinslaken. Auch sie wurde mit einem Kindertransport nach Belgien gebracht, wo sie ebenfalls zunächst für zwei Monate in der Villa Johanna in Middelkerke lebte. Gertrud Babette Fränkel lebte danach in Privatfamilien, zuletzt in Brüssel. Auch sie erhielt einen „Arbeitseinsatzbefehl“ und meldete sich freiwillig in der Kaserne Dossin in Mechelen. |
| Klarastraße 17 · Mainz ·                   | 6. März 2017  | Familie Ernest Fraenkel, USA Familie Garry Berkovic Israel | HIER WOHNTE OSCAR FRAENKEL JG. 1893 DEPORTIERT 1942 PIASKI ERMORDET                                                                                 | | Gertrud Babette Fränkel wurde 1923 in Mainz geboren. Ihre Eltern waren der Kaufmann Oskar Fränkel und seine Ehefrau Pauline, geborene Oppenheim. Ihre Schwester Eva Klara kam 1925 in Mainz zur Welt. Seit Mai 1938 lebte sie als Haushaltsschülerin im Israelitischen Waisenhaus Dinslaken. Auch sie wurde mit einem Kindertransport nach Belgien gebracht, wo sie ebenfalls zunächst für zwei Monate in der Villa Johanna in Middelkerke lebte. Gertrud Babette Fränkel lebte danach in Privatfamilien, zuletzt in Brüssel. Auch sie erhielt einen „Arbeitseinsatzbefehl“ und meldete sich freiwillig in der Kaserne Dossin in Mechelen. |
| Klarastraße 17 · Mainz ·                   | 6. März 2017  | Familie Ernest Fraenkel, USA Familie Garry Berkovic Israel | HIER WOHNTE PAULINE FRAENKEL GEB. OPPENHEIMER JG. 1898 DEPORTIERT 1942 PIASKI ERMORDET                                                              | | Gertrud Babette Fränkel wurde 1923 in Mainz geboren. Ihre Eltern waren der Kaufmann Oskar Fränkel und seine Ehefrau Pauline, geborene Oppenheim. Ihre Schwester Eva Klara kam 1925 in Mainz zur Welt. Seit Mai 1938 lebte sie als Haushaltsschülerin im Israelitischen Waisenhaus Dinslaken. Auch sie wurde mit einem Kindertransport nach Belgien gebracht, wo sie ebenfalls zunächst für zwei Monate in der Villa Johanna in Middelkerke lebte. Gertrud Babette Fränkel lebte danach in Privatfamilien, zuletzt in Brüssel. Auch sie erhielt einen „Arbeitseinsatzbefehl“ und meldete sich freiwillig in der Kaserne Dossin in Mechelen. |
| Steingasse 20 · Mainz ·                    | 6. März 2017  | Familie Ernest Fraenkel USA Familie Garry Berkovic Israel | HIER WOHNTE SOPHIE FRAENKEL GEB. ROSENFELD JG. 1862 DEPORTIERT 1942 THERESIENSTADT ERMORDET 12.2.1943                                               | | |
| Steingasse 20 · Mainz ·                    | 6. März 2017  | Familie Ernest Fraenkel USA Familie Garry Berkovic Israel | HIER WOHNTE ANNA ROSENBERG GEB. FRAENKEL JG. 1889 DEPORTIERT 1942 PIASKI ERMORDET                                                                   | | |
| Steingasse 20 · Mainz ·                    | 6. März 2017  | Familie Ernest Fraenkel USA Familie Garry Berkovic Israel | HIER WOHNTE ERNA ROSENBERG JG. 1924 DEPORTIERT 1942 PIASKI ERMORDET                                                                                 | | |
| Steingasse 20 · Mainz ·                    | 6. März 2017  | Familie Ernest Fraenkel USA Familie Garry Berkovic Israel | HIER WOHNTE MENDEL ROSENBERG JG. 1886 DEPORTIERT 1942 PIASKI ERMORDET                                                                               | | |
| Schusterstraße 44–46 · Mainz ·             | 18. Apr. 2019 | | HIER WOHNTE ALICE WILHELMINE SUWALSKI GEB. FRIDBERG JG. 1884 DEPORTIERT 1941 RIGA ERMORDET                                                          | | Kennkarte Alice Wilhelmine Suwalski |
| Schusterstraße 44–46 · Mainz ·             | 25. Okt. 2019 | | HIER WOHNTE EMMA LESEM GEB. ACKERMANN JG. 1874 DEPORTIERT 1942 THERESIENSTADT 1944 AUSCHWITZ ERMORDET                                               | | Kennkarte Lotte Frank |
| Schusterstraße 44–46 · Mainz ·             | 25. Okt. 2019 | HIER WOHNTE LOUIS FRANK JG. 1892 DEPORTIERT 1942 PIASKI ERMORDET | | | Kennkarte Lotte Frank |
| Schusterstraße 44–46 · Mainz ·             | 25. Okt. 2019 | HIER WOHNTE IRMA FRANK GEB. LESEM JG. 1897 DEPORTIERT 1942 PIASKI ERMORDET                                                                                                | | | Kennkarte Lotte Frank |
| Schusterstraße 44–46 · Mainz ·             | 25. Okt. 2019 | HIER WOHNTE LOTTE FRANK JG. 1924 DEPORTIERT 1942 PIASKI ERMORDET | | | Kennkarte Lotte Frank |
| Schusterstraße 44–46 · Mainz ·             | 25. Okt. 2019 | HIER WOHNTE GÜNTHER FRANK JG. 1928 DEPORTIERT 1942 PIASKI ERMORDET | | | Kennkarte Lotte Frank |
| Augustinerstraße 64–66 · Mainz ·           | 18. Apr. 2019 | | HIER WOHNTE JEANNETTE LOEWENBAUM GEB. WEIL JG. 1866 DEPORTIERT 1942 THERESIENSTADT ERMORDET 5.10.1942                                               | | |
| Augustinerstraße 64–66 · Mainz ·           | 18. Apr. 2019 | HIER WOHNTE ALFRED LOEWENBAUM JG. 1894 DEPORTIERT 1942 PIASKI ERMORDET | | | |
| Augustinerstraße 64–66 · Mainz ·           | 18. Apr. 2019 | HIER WOHNTE CHANNA RUCHLA LOEWENBAUM GEB. GOLDBERG JG. 1901 DEPORTIERT 1942 PIASKI ERMORDET                                                                               | | | |
| Augustinerstraße 64–66 · Mainz ·           | 18. Apr. 2019 | HIER WOHNTE THEODOR FREUDENBERGER JG. 1883 DEPORTIERT 1942 PIASKI ERMORDET                                                                                                | | | |
| Augustinerstraße 64–66 · Mainz ·           | 18. Apr. 2019 | HIER WOHNTE IDA FREUDENBERGER GEB. LOEWENBAUM JG. 1895 DEPORTIERT 1942 PIASKI ERMORDET                                                                                    | | | |
| Christofsstraße 2 1/10 · Mainz ·           | 25. Okt. 2019 | | HIER WOHNTE MORITZ FRIED JG. 1908 DEPORTIERT 1942 PIASKI ERMORDET IN SOBIBOR                                                                        | | |
| Christofsstraße 2 1/10 · Mainz ·           | 25. Okt. 2019 | HIER WOHNTE GERDA FRIED GEB. LÖWENSTEIN JG. 1914 DEPORTIERT 1942 PIASKI ERMORDET                                                                                          | | | |
| Kaiserstraße 12 · Mainz ·                  | 9. Mai 2018   | Dr. Joan Salomon USA | HIER WOHNTE ELLEN FROHWEIN JG. 1933 FLUCHT SCHWEIZ 1939 BELGIEN INTERNIERT MECHELEN DEPORTIERT 1942 ERMORDET IN AUSCHWITZ                           | | Siegbert Frohwein betrieb zusammen mit drei seiner Brüder eine gutgehende Lebensmittelgroßhandlung in der Mombacher Straße. Einer seiner Brüder emigrierte schon 1936 nach Belgien. Seine Ehefrau Erna, geborene Gugenheim, stammte aus Gottmadingen. 1933, im selben Jahr als Ernas Vater gestorben war gebar sie die einzige Tochter Ellen und ihre Mutter, Johanna Guggenheim, zog zu ihrer Tochter und ihrem Schwiegersohn nach Mainz. Nachdem die Repressalien des Nazi-Regimes für die Frohweins immer unerträglicher wurden, u. a. verbrachte Siegbert nach den Ausschreitungen gegen die Juden 1938 in der „Reichskristallnacht“ sechs Wochen im KZ Buchenwald, suchte er eine Möglichkeit Deutschland mit seiner Familie zu verlassen. Nach Umwegen über die Schweiz fanden die Frohweins zunächst Schutz in Antwerpen. Dort bemühte sich Siegbert Frohwein für sich und seine Familie um ein Visum für die USA, konnte aber nur eine Einreisegenehmigung für Havanna auf Kuba bekommen, von wo er dann doch in die USA einreisen konnte. Alle Versuche seine Familie nachzuholen scheiterten und so fanden auch seine Angehörigen den Tod in Polen. Siegbert Frohwein starb als gebrochener Mann im November 1971 Kennkarte Ruth Feiner. |
| Kaiserstraße 12 · Mainz ·                  | 9. Mai 2018   | Dr. Joan Salomon USA | HIER WOHNTE ERNA FROHWEIN GEB. GUGGENHEIM JG. 1898 FLUCHT 1939 BELGIEN INTERNIERT MECHELEN DEPORTIERT 1942 ERMORDET IN AUSCHWITZ                    | | Siegbert Frohwein betrieb zusammen mit drei seiner Brüder eine gutgehende Lebensmittelgroßhandlung in der Mombacher Straße. Einer seiner Brüder emigrierte schon 1936 nach Belgien. Seine Ehefrau Erna, geborene Gugenheim, stammte aus Gottmadingen. 1933, im selben Jahr als Ernas Vater gestorben war gebar sie die einzige Tochter Ellen und ihre Mutter, Johanna Guggenheim, zog zu ihrer Tochter und ihrem Schwiegersohn nach Mainz. Nachdem die Repressalien des Nazi-Regimes für die Frohweins immer unerträglicher wurden, u. a. verbrachte Siegbert nach den Ausschreitungen gegen die Juden 1938 in der „Reichskristallnacht“ sechs Wochen im KZ Buchenwald, suchte er eine Möglichkeit Deutschland mit seiner Familie zu verlassen. Nach Umwegen über die Schweiz fanden die Frohweins zunächst Schutz in Antwerpen. Dort bemühte sich Siegbert Frohwein für sich und seine Familie um ein Visum für die USA, konnte aber nur eine Einreisegenehmigung für Havanna auf Kuba bekommen, von wo er dann doch in die USA einreisen konnte. Alle Versuche seine Familie nachzuholen scheiterten und so fanden auch seine Angehörigen den Tod in Polen. Siegbert Frohwein starb als gebrochener Mann im November 1971 Kennkarte Ruth Feiner. |
| Kaiserstraße 12 · Mainz ·                  | 9. Mai 2018   | Dr. Joan Salomon USA | HIER WOHNTE SIEGBERT FROHWEIN JG. 1891 FLUCHT 1939 BELGIEN VERHAFTET 10.5.1940 INTERNIERT LES' MILLES FLUCHT KUBA APRIL 1945 USA                    | | Siegbert Frohwein betrieb zusammen mit drei seiner Brüder eine gutgehende Lebensmittelgroßhandlung in der Mombacher Straße. Einer seiner Brüder emigrierte schon 1936 nach Belgien. Seine Ehefrau Erna, geborene Gugenheim, stammte aus Gottmadingen. 1933, im selben Jahr als Ernas Vater gestorben war gebar sie die einzige Tochter Ellen und ihre Mutter, Johanna Guggenheim, zog zu ihrer Tochter und ihrem Schwiegersohn nach Mainz. Nachdem die Repressalien des Nazi-Regimes für die Frohweins immer unerträglicher wurden, u. a. verbrachte Siegbert nach den Ausschreitungen gegen die Juden 1938 in der „Reichskristallnacht“ sechs Wochen im KZ Buchenwald, suchte er eine Möglichkeit Deutschland mit seiner Familie zu verlassen. Nach Umwegen über die Schweiz fanden die Frohweins zunächst Schutz in Antwerpen. Dort bemühte sich Siegbert Frohwein für sich und seine Familie um ein Visum für die USA, konnte aber nur eine Einreisegenehmigung für Havanna auf Kuba bekommen, von wo er dann doch in die USA einreisen konnte. Alle Versuche seine Familie nachzuholen scheiterten und so fanden auch seine Angehörigen den Tod in Polen. Siegbert Frohwein starb als gebrochener Mann im November 1971 Kennkarte Ruth Feiner. |
| Kaiserstraße 12 · Mainz ·                  | 9. Mai 2018   | Dr. Joan Salomon USA | HIER WOHNTE JOHANNA GUGGENHEIM GEB. WOLF JG. 1876 FLUCHT 1938 SCHWEIZ 1939 BELGIEN INTERNIERT MECHELEN 1942 ERMORDET IN AUSCHWITZ                   | | Siegbert Frohwein betrieb zusammen mit drei seiner Brüder eine gutgehende Lebensmittelgroßhandlung in der Mombacher Straße. Einer seiner Brüder emigrierte schon 1936 nach Belgien. Seine Ehefrau Erna, geborene Gugenheim, stammte aus Gottmadingen. 1933, im selben Jahr als Ernas Vater gestorben war gebar sie die einzige Tochter Ellen und ihre Mutter, Johanna Guggenheim, zog zu ihrer Tochter und ihrem Schwiegersohn nach Mainz. Nachdem die Repressalien des Nazi-Regimes für die Frohweins immer unerträglicher wurden, u. a. verbrachte Siegbert nach den Ausschreitungen gegen die Juden 1938 in der „Reichskristallnacht“ sechs Wochen im KZ Buchenwald, suchte er eine Möglichkeit Deutschland mit seiner Familie zu verlassen. Nach Umwegen über die Schweiz fanden die Frohweins zunächst Schutz in Antwerpen. Dort bemühte sich Siegbert Frohwein für sich und seine Familie um ein Visum für die USA, konnte aber nur eine Einreisegenehmigung für Havanna auf Kuba bekommen, von wo er dann doch in die USA einreisen konnte. Alle Versuche seine Familie nachzuholen scheiterten und so fanden auch seine Angehörigen den Tod in Polen. Siegbert Frohwein starb als gebrochener Mann im November 1971 Kennkarte Ruth Feiner. |
| Kaiserstraße 38 · Mainz ·                  | 18. Feb. 2014 | Coface | HIER WOHNTE ERNST FULDA JG. 1899 FLUCHT 1939 HOLLAND INTERNIERT WESTERBORK DEPORTIERT 1942 AUSCHWITZ ERMORDET                                       | | Isaak Fulda emigrierte im Sommer 1939 mit seiner Frau, seinem ledigen Sohn Ernst und seiner Enkeltochter Margot (* 1930) zunächst nach Amsterdam, wo seine Tochter Emma Charlotte Meijer-Fulda seit 1933 wohnte. Nach der Besetzung der Niederlande 1940 durch die deutschen Truppen kehrte die Familie nach Deutschland zurück. 1943 wurde Isaak Fulda zusammen mit seiner Frau Johanna, seiner Tochter Emma Charlotte und seiner Enkeltochter Margot in das Vernichtungslager Sobibor deportiert. Alle vier wurden am 28. Mai 1943 dort vergast. Kennkarte Isaac Joseph Fulda |
| Kaiserstraße 38 · Mainz ·                  | 18. Feb. 2014 | Coface | HIER WOHNTE ISAAC JOSEPH FULDA JG. 1868 FLUCHT 1939 HOLLAND INTERNIERT WESTERBORK DEPORTIERT 1943 SOBIBOR ERMORDET                                  | | Isaak Fulda emigrierte im Sommer 1939 mit seiner Frau, seinem ledigen Sohn Ernst und seiner Enkeltochter Margot (* 1930) zunächst nach Amsterdam, wo seine Tochter Emma Charlotte Meijer-Fulda seit 1933 wohnte. Nach der Besetzung der Niederlande 1940 durch die deutschen Truppen kehrte die Familie nach Deutschland zurück. 1943 wurde Isaak Fulda zusammen mit seiner Frau Johanna, seiner Tochter Emma Charlotte und seiner Enkeltochter Margot in das Vernichtungslager Sobibor deportiert. Alle vier wurden am 28. Mai 1943 dort vergast. Kennkarte Isaac Joseph Fulda |
| Kaiserstraße 38 · Mainz ·                  | 18. Feb. 2014 | Coface | HIER WOHNTE JOHANNA FULDA GEB. ROSENBLAT JG. 1876 FLUCHT 1939 HOLLAND INTERNIERT WESTERBORK DEPORTIERT 1943 SOBIBOR ERMORDET                        | | Isaak Fulda emigrierte im Sommer 1939 mit seiner Frau, seinem ledigen Sohn Ernst und seiner Enkeltochter Margot (* 1930) zunächst nach Amsterdam, wo seine Tochter Emma Charlotte Meijer-Fulda seit 1933 wohnte. Nach der Besetzung der Niederlande 1940 durch die deutschen Truppen kehrte die Familie nach Deutschland zurück. 1943 wurde Isaak Fulda zusammen mit seiner Frau Johanna, seiner Tochter Emma Charlotte und seiner Enkeltochter Margot in das Vernichtungslager Sobibor deportiert. Alle vier wurden am 28. Mai 1943 dort vergast. Kennkarte Isaac Joseph Fulda |
| Kaiserstraße 38 · Mainz ·                  | 18. Feb. 2014 | Theresianum Mainz Israel AG | HIER WOHNTE MARGOT FULDA JG. 1930 FLUCHT 1939 HOLLAND INTERNIERT WESTERBORK DEPORTIERT 1943 SOBIBOR ERMORDET                                        | | Isaak Fulda emigrierte im Sommer 1939 mit seiner Frau, seinem ledigen Sohn Ernst und seiner Enkeltochter Margot (* 1930) zunächst nach Amsterdam, wo seine Tochter Emma Charlotte Meijer-Fulda seit 1933 wohnte. Nach der Besetzung der Niederlande 1940 durch die deutschen Truppen kehrte die Familie nach Deutschland zurück. 1943 wurde Isaak Fulda zusammen mit seiner Frau Johanna, seiner Tochter Emma Charlotte und seiner Enkeltochter Margot in das Vernichtungslager Sobibor deportiert. Alle vier wurden am 28. Mai 1943 dort vergast. Kennkarte Isaac Joseph Fulda |
| Kaiserstraße 24 · Mainz ·                  | 15. Okt. 2015 | Dr. Joan Salomon USA | HIER WOHNTE JULIANE GAERTNER GEB. BLUM JG. 1859 DEPORTIERT 1942 THERESIENSTADT ERMORDET 15.12.1942                                                  | | Das Ehepaar Gärtner betrieb eine Weinhandlung in der Kaiserstraße. Es verlor zwei ihrer drei Söhne an der Front im 1. Weltkrieg. Der dritte Sohn, Willi, konnte sich, bevor die Deportationen begannen, in die USA retten. Simon Gärtner erlag 1940 einem Herzinfarkt. Willi Gärtner versuchte alles mögliche, um auch seine Mutter vor den Nazis zu retten. Aber im September 1942 wurde Juliane nach Theresienstadt deportiert, wo sie nach wenigen Monaten verstarb. Kennkarte Simon Gaertner |
| Kaiserstraße 24 · Mainz ·                  | 15. Okt. 2015 | Dr. Joan Salomon USA | HIER WOHNTE SIMON GAERTNER JG. 1861 GEDEMÜTIGT/ENTRECHTET TOT 28.7.1940                                                                             | | Das Ehepaar Gärtner betrieb eine Weinhandlung in der Kaiserstraße. Es verlor zwei ihrer drei Söhne an der Front im 1. Weltkrieg. Der dritte Sohn, Willi, konnte sich, bevor die Deportationen begannen, in die USA retten. Simon Gärtner erlag 1940 einem Herzinfarkt. Willi Gärtner versuchte alles mögliche, um auch seine Mutter vor den Nazis zu retten. Aber im September 1942 wurde Juliane nach Theresienstadt deportiert, wo sie nach wenigen Monaten verstarb. Kennkarte Simon Gaertner |
| Kaiserstraße 24 · Mainz ·                  | 6. März 2017  | Dr. Joan Salomon USA | HIER WOHNTE ELISABETH NATHAN GEB. AUGUST JG. 1897 DEPORTIERT 1942 PIASKI ERMORDET                                                                   | | Die Nazis haben die Familie Nathan, die in der Kaiserstraße 24 einst gelebt hatte, ausgelöscht. Der Orthopäde Dr. Walter Nathan, Elisabeth Nathan und deren Kinder Lotte Emma und Hans Daniel wurden am 25. März 1942 mit dem ersten großen Transport nach Piaski bei Lublin gebracht und ermordet. Lotte war nur zehn, ihr Bruder gerade sechs Jahre alt. Das Gedenken an die Nathans hat Joan Salomon, Tochter der emigrierten Mainzer Jüdin Helina Mayer, initiiert. Seit vor drei Jahren für ihre Familie Stolpersteine verlegt wurden, engagiert sie sich für dieses Projekt, gerade für Familien wie die Nathans, von denen niemand überlebt hat. |
| Kaiserstraße 24 · Mainz ·                  | 6. März 2017  | Dr. Joan Salomon USA | HIER WOHNTE HANS DANIEL NATHAN JG. 1936 DEPORTIERT 1942 PIASKI ERMORDET                                                                             | | Die Nazis haben die Familie Nathan, die in der Kaiserstraße 24 einst gelebt hatte, ausgelöscht. Der Orthopäde Dr. Walter Nathan, Elisabeth Nathan und deren Kinder Lotte Emma und Hans Daniel wurden am 25. März 1942 mit dem ersten großen Transport nach Piaski bei Lublin gebracht und ermordet. Lotte war nur zehn, ihr Bruder gerade sechs Jahre alt. Das Gedenken an die Nathans hat Joan Salomon, Tochter der emigrierten Mainzer Jüdin Helina Mayer, initiiert. Seit vor drei Jahren für ihre Familie Stolpersteine verlegt wurden, engagiert sie sich für dieses Projekt, gerade für Familien wie die Nathans, von denen niemand überlebt hat. |
| Kaiserstraße 24 · Mainz ·                  | 6. März 2017  | Dr. Joan Salomon USA | HIER WOHNTE LOTTE EMMA NATHAN JG. 1932 DEPORTIERT 1942 PIASKI ERMORDET                                                                              | | Die Nazis haben die Familie Nathan, die in der Kaiserstraße 24 einst gelebt hatte, ausgelöscht. Der Orthopäde Dr. Walter Nathan, Elisabeth Nathan und deren Kinder Lotte Emma und Hans Daniel wurden am 25. März 1942 mit dem ersten großen Transport nach Piaski bei Lublin gebracht und ermordet. Lotte war nur zehn, ihr Bruder gerade sechs Jahre alt. Das Gedenken an die Nathans hat Joan Salomon, Tochter der emigrierten Mainzer Jüdin Helina Mayer, initiiert. Seit vor drei Jahren für ihre Familie Stolpersteine verlegt wurden, engagiert sie sich für dieses Projekt, gerade für Familien wie die Nathans, von denen niemand überlebt hat. |
| Kaiserstraße 24 · Mainz ·                  | 6. März 2017  | Dr. Joan Salomon USA | HIER WOHNTE DR. WALTER NATHAN JG. 1889 BERUFSVERBOT 1942 DEPORTIERT 1942 PIASKI ERMORDET                                                            | | Die Nazis haben die Familie Nathan, die in der Kaiserstraße 24 einst gelebt hatte, ausgelöscht. Der Orthopäde Dr. Walter Nathan, Elisabeth Nathan und deren Kinder Lotte Emma und Hans Daniel wurden am 25. März 1942 mit dem ersten großen Transport nach Piaski bei Lublin gebracht und ermordet. Lotte war nur zehn, ihr Bruder gerade sechs Jahre alt. Das Gedenken an die Nathans hat Joan Salomon, Tochter der emigrierten Mainzer Jüdin Helina Mayer, initiiert. Seit vor drei Jahren für ihre Familie Stolpersteine verlegt wurden, engagiert sie sich für dieses Projekt, gerade für Familien wie die Nathans, von denen niemand überlebt hat. |
| Stadthausstraße 10 · Mainz ·               | 18. Apr. 2019 | | HIER WOHNTE HERMANN GOLDBERG JG. 1874 DEPORTIERT 1942 THERESIENSTADT 1943 AUSCHWITZ ERMORDET                                                        | | |
| Kaiserstraße 52 · Mainz ·                  | 12. Okt. 2009 | Dr. Tillmann Krach | HIER WOHNTE DR. KARL GOLDSCHMIDT JG. 1873 GEDEMÜTIGT/ENTRECHTET FLUCHT IN DEN TOD 30.3.1942                                                         | | Kurz vor seinem Suizid wurde Karl Goldschmidt gezwungen, in die Kaiserstraße 21 – eines der sogenannten Judenhäuser – umzuziehen. Dort hatte er sich mittels einer Überdosis Schlafmittel das Leben genommen. Das Sterberegister vermerkt als Todesursache lapidar: „Schlafmittelvergiftung (Selbstmord)“. Kennkarte Dr. Karl Goldschmidt |
| Mitternachtsgasse 4 · Mainz ·              | 3. Feb. 2015  | Frauenlob-Gymnasium Mainz | HIER WOHNTE EDITH GRÜNEWALD JG. 1922 DEPORTIERT 1942 PIASKI ERMORDET                                                                                | | Kennkarte Edith Grünewald Kennkarte Siegfried Grünewald |
| Mitternachtsgasse 4 · Mainz ·              | 3. Feb. 2015  | Frauenlob-Gymnasium Mainz | HIER WOHNTE MARTHA GRÜNEWALD GEB. KOHN JG. 1891 DEPORTIERT 1942 PIASKI ERMORDET                                                                     | | Kennkarte Edith Grünewald Kennkarte Siegfried Grünewald |
| Mitternachtsgasse 4 · Mainz ·              | 3. Feb. 2015  | Frauenlob-Gymnasium Mainz | HIER WOHNTE SIEGFRIED GRÜNEWALD JG. 1884 DEPORTIERT 1942 PIASKI ERMORDET                                                                            | | Kennkarte Edith Grünewald Kennkarte Siegfried Grünewald |
| Kaiserstraße 20 · Mainz ·                  | 9. Mai 2018   | Dr. Joan Salomon USA | HIER WOHNTE DR. ALFRED HAAS JG. 1892 DEPORTIERT 1942 THERESIENSTADT ERMORDET 30.12.1942                                                             | | Alfred Haas war Facharzt für Nervenkrankheiten und Innere Medizin und betrieb seine Proxis an seinem Wohnsitz in der Kaiserstraße 20. 1935 heiratete er Irma Hartogs, die ebenfalls aus Mainz stammte. 1939 gebar sie ihren Sohn Gerson aber schon 1938 musste Dr. Haas seine Praxis auf Anordnung der Nazis schließen und in die beengten Verhältnisse das gegenüberliegenden „Judenhauses“ in der Kaiserstraße 21 umziehen. Da sich Haas’ gesundheitlicher Zustand danach zusehends verschlechterte, wurden er und seine Familie in das Israelitische Krankenhaus und Altersheim in der Gonsenheimer Straße 11–13 umgesiedelt. Am 27. September 1942 wurden Alfred Haas, seine Frau Irma und ihr dreijähriger Sohn Gerson aus Mainz nach Theresienstadt deportiert. Durch die erbärmlichen, durch Seuchen, Kälte und Hungersnöte geprägten Verhältnisse in Theresienstadt starb Alfred Haas am 30. Dezember 1942. Als Todesursache ist auf der Sterbeurkunde „Multiple Sklerose“ angegeben. Irma Haas, 32 Jahre alt, und der kleine dreijährige Gerson wurden am 18. Mai 1944 von Theresienstadt weiter nach Auschwitz deportiert, wo sie vermutlich unmittelbar nach ihrer Ankunft ermordet wurden. Kennkarte Gerson Haas |
| Kaiserstraße 20 · Mainz ·                  | 9. Mai 2018   | Dr. Joan Salomon USA | HIER WOHNTE GERSON HAAS JG. 1939 DEPORTIERT 1942 THERESIENSTADT 1944 AUSCHWITZ ERMORDET                                                             | | Alfred Haas war Facharzt für Nervenkrankheiten und Innere Medizin und betrieb seine Proxis an seinem Wohnsitz in der Kaiserstraße 20. 1935 heiratete er Irma Hartogs, die ebenfalls aus Mainz stammte. 1939 gebar sie ihren Sohn Gerson aber schon 1938 musste Dr. Haas seine Praxis auf Anordnung der Nazis schließen und in die beengten Verhältnisse das gegenüberliegenden „Judenhauses“ in der Kaiserstraße 21 umziehen. Da sich Haas’ gesundheitlicher Zustand danach zusehends verschlechterte, wurden er und seine Familie in das Israelitische Krankenhaus und Altersheim in der Gonsenheimer Straße 11–13 umgesiedelt. Am 27. September 1942 wurden Alfred Haas, seine Frau Irma und ihr dreijähriger Sohn Gerson aus Mainz nach Theresienstadt deportiert. Durch die erbärmlichen, durch Seuchen, Kälte und Hungersnöte geprägten Verhältnisse in Theresienstadt starb Alfred Haas am 30. Dezember 1942. Als Todesursache ist auf der Sterbeurkunde „Multiple Sklerose“ angegeben. Irma Haas, 32 Jahre alt, und der kleine dreijährige Gerson wurden am 18. Mai 1944 von Theresienstadt weiter nach Auschwitz deportiert, wo sie vermutlich unmittelbar nach ihrer Ankunft ermordet wurden. Kennkarte Gerson Haas |
| Kaiserstraße 20 · Mainz ·                  | 9. Mai 2018   | Dr. Joan Salomon USA | HIER WOHNTE IRMA HAAS GEB. HARTOGS JG. 1911 DEPORTIERT 1942 THERESIENSTADT 1944 AUSCHWITZ ERMORDET                                                  | | Alfred Haas war Facharzt für Nervenkrankheiten und Innere Medizin und betrieb seine Proxis an seinem Wohnsitz in der Kaiserstraße 20. 1935 heiratete er Irma Hartogs, die ebenfalls aus Mainz stammte. 1939 gebar sie ihren Sohn Gerson aber schon 1938 musste Dr. Haas seine Praxis auf Anordnung der Nazis schließen und in die beengten Verhältnisse das gegenüberliegenden „Judenhauses“ in der Kaiserstraße 21 umziehen. Da sich Haas’ gesundheitlicher Zustand danach zusehends verschlechterte, wurden er und seine Familie in das Israelitische Krankenhaus und Altersheim in der Gonsenheimer Straße 11–13 umgesiedelt. Am 27. September 1942 wurden Alfred Haas, seine Frau Irma und ihr dreijähriger Sohn Gerson aus Mainz nach Theresienstadt deportiert. Durch die erbärmlichen, durch Seuchen, Kälte und Hungersnöte geprägten Verhältnisse in Theresienstadt starb Alfred Haas am 30. Dezember 1942. Als Todesursache ist auf der Sterbeurkunde „Multiple Sklerose“ angegeben. Irma Haas, 32 Jahre alt, und der kleine dreijährige Gerson wurden am 18. Mai 1944 von Theresienstadt weiter nach Auschwitz deportiert, wo sie vermutlich unmittelbar nach ihrer Ankunft ermordet wurden. Kennkarte Gerson Haas |
| Kaiserstraße 32 · Mainz ·                  | 9. Mai 2018   | Michael Phillips England | HIER WOHNTE ANNA GUTMANN JG. 1900 FLUCHT ENGLAND KEIN BLEIBERECHT 1939 LETTLAND ERMORDET IN RIGA                                                    | | Auguste Gutmann flüchtete 1939 mit ihrer Tochter Anna nach England, erhielten aber keine Aufenthaltsgenehmigung und reisten nach Riga weiter, wo der Sohn Karl Gutmann einen Zweig des Familienbetriebes leitete. Nach dem deutschen Überfall auf die Sowjetunion kam es auch zur Besetzung der bisher in sowjetischer Hand befindlichen baltischen Staaten. Anna und ihre Mutter Auguste wurden irgendwann zwischen 1942 und 1945 in Riga selbst oder in Auschwitz Mordopfer des nazistischen Rassenwahns. |
| Kaiserstraße 32 · Mainz ·                  | 9. Mai 2018   | Michael Phillips England | HIER WOHNTE AUGUSTE GUTMANN GEB. MAYER JG. 1872 FLUCHT ENGLAND KEIN BLEIBERECHT 1939 LETTLAND ERMORDET IN RIGA                                      | | Auguste Gutmann flüchtete 1939 mit ihrer Tochter Anna nach England, erhielten aber keine Aufenthaltsgenehmigung und reisten nach Riga weiter, wo der Sohn Karl Gutmann einen Zweig des Familienbetriebes leitete. Nach dem deutschen Überfall auf die Sowjetunion kam es auch zur Besetzung der bisher in sowjetischer Hand befindlichen baltischen Staaten. Anna und ihre Mutter Auguste wurden irgendwann zwischen 1942 und 1945 in Riga selbst oder in Auschwitz Mordopfer des nazistischen Rassenwahns. |
| Kaiserstraße 32 · Mainz ·                  | 9. Mai 2018   | Michael Phillips England | HIER WOHNTE KARL MAX GUTMANN JG. 1897 FLUCHT 1936 LETTLAND NS-ZWANGSARBEIT 1944 SOWJETISCHE GEFANGENSCHAFT TOT MAI 1945                             | | Karl Gutmann musste vermutlich an der russischen Front für die deutschen Angreifer Zwangsarbeit leisten, geriet in Gefangenschaft und starb 1945 oder 1946 in einem sowjetischen Zwangsarbeitslager |
| Lotharstraße 5 · Mainz ·                   | 13. März 2013 | Verein für Sozialgeschichte Mainz e. V. Frauenlob-Gymnasium Mainz | HIER WOHNTE EDUARD HIRSCH JG. 1881 DEPORTIERT 1942 RICHTUNG OSTEN ERMORDET                                                                          | | Kennkarte Eduard Hirsch Kennkarte Anna Maria Hirsch Kennkarte Selma Hirsch |
| Lotharstraße 5 · Mainz ·                   | 13. März 2013 | Verein für Sozialgeschichte Mainz e. V. Frauenlob-Gymnasium Mainz | HIER WOHNTE MARIA ANNA HIRSCH JG. 1920 DEPORTIERT 1942 RICHTUNG OSTEN ERMORDET                                                                      | | Kennkarte Eduard Hirsch Kennkarte Anna Maria Hirsch Kennkarte Selma Hirsch |
| Lotharstraße 5 · Mainz ·                   | 13. März 2013 | Verein für Sozialgeschichte Mainz e. V. Frauenlob-Gymnasium Mainz | HIER WOHNTE SELMA HIRSCH GEB. MAIER JG. 1882 DEPORTIERT 1942 RICHTUNG OSTEN ERMORDET                                                                | | Kennkarte Eduard Hirsch Kennkarte Anna Maria Hirsch Kennkarte Selma Hirsch |
| Stiftsstraße 7 · Mainz ·                   | 13. März 2013 | Verein für Sozialgeschichte Mainz e. V. Frauenlob-Gymnasium Mainz | HIER WOHNTE THEKLA HÖLZER GEB. SICHEL JG. 1876 GEDEMÜTIGT/ENTRECHTET FLUCHT IN DEN TOD 7.3.1945                                                     | | |
| Flachsmarktstraße 26 · Mainz ·             | 18. Apr. 2019 | | HIER WOHNTE ELIAS HOEXTER JG. 1862 DEPORTIERT 1942 THERESIENSTADT ERMORDET 18.10.1942                                                               | | Elias Höxter 1862 im nordhessischen Gemünden geboren, übersiedelte 1896 nach Mainz und war seit 1918 Inhaber der Textilhandlung J. B. Hamburg. Sein Neffe Simon (geb. 1890), im Ersten Weltkrieg hatte er als Soldat gedient, war ab 1925 Mitinhaber der Textilhandlung seines Onkels. Kennkarte Elias Höxter |
| Flachsmarktstraße 26 · Mainz ·             | 18. Apr. 2019 | HIER WOHNTE SIMON HOEXTER JG. 1890 VERHAFTET MAI 1941 BUCHENWALD ERMORDET 11.8.1942                                                                                       | | | Elias Höxter 1862 im nordhessischen Gemünden geboren, übersiedelte 1896 nach Mainz und war seit 1918 Inhaber der Textilhandlung J. B. Hamburg. Sein Neffe Simon (geb. 1890), im Ersten Weltkrieg hatte er als Soldat gedient, war ab 1925 Mitinhaber der Textilhandlung seines Onkels. Kennkarte Elias Höxter |
| Welschnonnengasse 6 · Mainz ·              | 25. Okt. 2019 | | HIER WOHNTE ELISE KAHN GEB. KAHN JG. 1871 DEPORTIERT 1942 THERESIENSTADT ERMORDET 22.10.1942                                                        | | |
| Emmeranstraße 3 · Mainz ·                  | 3. Feb. 2015  | Carl Günter Koch und weitere Verwandte | HIER WOHNTE PHILIPPINE KOCH JG. 1897 IM WIDERSTAND DENUNZIERT VERHAFTET 1944 'KRITISCHE ÄUSSERUNGEN' RAVENSBRÜCK ERMORDET 1945                      | | |
| Emmerich-Josef-Str. 3 · Mainz ·            | 5. Sep. 2016  | Dr. Joan Salomon USA | HIER WOHNTE ALICE KRIEGER GEB. KALLMANN JG. 1895 DEPORTIERT 1942 PIASKI ERMORDET                                                                    | | Alice Krieger, als Tochter des 1888 in die USA ausgewanderten Josef Kallmann geboren, wurde 1902 nach dem Tod ihres Vaters im Jahr 1900 womöglich aus Not zu ihren Großeltern Moritz und Babette Kallmann nach Mainz geschickt. 1921 heiratete sie den Weinhändler und Weinkommissionär Alfred Krieger (geboren am 30.1.1894 in Mainz). Das Paar hatte drei Kinder. Das Geschäft befand sich in der Emmerich-Josef-Straße 3, wo die Familie auch wohnte. Alfred Krieger starb schon 1940 eines natürlichen Todes noch bevor die Deportationen begonnen hatten. Seine Witwe Alice wurde am 25. März 1942 in das Ghetto Piaski deportiert und wenig später ermordet. Ihre Kinder, Erich am 23. Juni 1942 vermutlich, genau wie seine Geschwister, ebenfalls in Majdanek oder in Treblinka. Alice Krieger war 46, Erich 19, Heinz knapp 17 und Inge knapp 16 Jahre alt. Kennkarte Heinz Krieger Kennkarte Inge Krieger Kennkarte Erich Krieger |
| Emmerich-Josef-Str. 3 · Mainz ·            | 5. Sep. 2016  | Dr. Joan Salomon USA | HIER WOHNTE ERICH KRIEGER JG. 1923 DEPORTIERT 1942 PIASKI ERMORDET 23.6.1942 MAJADANEK                                                              | | Alice Krieger, als Tochter des 1888 in die USA ausgewanderten Josef Kallmann geboren, wurde 1902 nach dem Tod ihres Vaters im Jahr 1900 womöglich aus Not zu ihren Großeltern Moritz und Babette Kallmann nach Mainz geschickt. 1921 heiratete sie den Weinhändler und Weinkommissionär Alfred Krieger (geboren am 30.1.1894 in Mainz). Das Paar hatte drei Kinder. Das Geschäft befand sich in der Emmerich-Josef-Straße 3, wo die Familie auch wohnte. Alfred Krieger starb schon 1940 eines natürlichen Todes noch bevor die Deportationen begonnen hatten. Seine Witwe Alice wurde am 25. März 1942 in das Ghetto Piaski deportiert und wenig später ermordet. Ihre Kinder, Erich am 23. Juni 1942 vermutlich, genau wie seine Geschwister, ebenfalls in Majdanek oder in Treblinka. Alice Krieger war 46, Erich 19, Heinz knapp 17 und Inge knapp 16 Jahre alt. Kennkarte Heinz Krieger Kennkarte Inge Krieger Kennkarte Erich Krieger |
| Emmerich-Josef-Str. 3 · Mainz ·            | 5. Sep. 2016  | Dr. Joan Salomon USA | HIER WOHNTE HEINZ KRIEGER JG. 1925 DEPORTIERT 1942 PIASKI ERMORDET                                                                                  | | Alice Krieger, als Tochter des 1888 in die USA ausgewanderten Josef Kallmann geboren, wurde 1902 nach dem Tod ihres Vaters im Jahr 1900 womöglich aus Not zu ihren Großeltern Moritz und Babette Kallmann nach Mainz geschickt. 1921 heiratete sie den Weinhändler und Weinkommissionär Alfred Krieger (geboren am 30.1.1894 in Mainz). Das Paar hatte drei Kinder. Das Geschäft befand sich in der Emmerich-Josef-Straße 3, wo die Familie auch wohnte. Alfred Krieger starb schon 1940 eines natürlichen Todes noch bevor die Deportationen begonnen hatten. Seine Witwe Alice wurde am 25. März 1942 in das Ghetto Piaski deportiert und wenig später ermordet. Ihre Kinder, Erich am 23. Juni 1942 vermutlich, genau wie seine Geschwister, ebenfalls in Majdanek oder in Treblinka. Alice Krieger war 46, Erich 19, Heinz knapp 17 und Inge knapp 16 Jahre alt. Kennkarte Heinz Krieger Kennkarte Inge Krieger Kennkarte Erich Krieger |
| Emmerich-Josef-Str. 3 · Mainz ·            | 5. Sep. 2016  | Dr. Joan Salomon USA | HIER WOHNTE INGE KRIEGER JG. 1927 DEPORTIERT 1942 PIASKI ERMORDET                                                                                   | | Alice Krieger, als Tochter des 1888 in die USA ausgewanderten Josef Kallmann geboren, wurde 1902 nach dem Tod ihres Vaters im Jahr 1900 womöglich aus Not zu ihren Großeltern Moritz und Babette Kallmann nach Mainz geschickt. 1921 heiratete sie den Weinhändler und Weinkommissionär Alfred Krieger (geboren am 30.1.1894 in Mainz). Das Paar hatte drei Kinder. Das Geschäft befand sich in der Emmerich-Josef-Straße 3, wo die Familie auch wohnte. Alfred Krieger starb schon 1940 eines natürlichen Todes noch bevor die Deportationen begonnen hatten. Seine Witwe Alice wurde am 25. März 1942 in das Ghetto Piaski deportiert und wenig später ermordet. Ihre Kinder, Erich am 23. Juni 1942 vermutlich, genau wie seine Geschwister, ebenfalls in Majdanek oder in Treblinka. Alice Krieger war 46, Erich 19, Heinz knapp 17 und Inge knapp 16 Jahre alt. Kennkarte Heinz Krieger Kennkarte Inge Krieger Kennkarte Erich Krieger |
| Uferstraße 57 · Mainz ·                    | 13. März 2013 | | HIER WOHNTE FRITZ LÖWENSBERG JG. 1878 DEPORTIERT 1943 THERESIENSTADT ERMORDET 25.2.1944                                                             | | Fritz Löwensberg kam am 21. August 1878 als Sohn von Amalie Herxheimer und Adolf Löwensberg zur Welt. Als Teilhaber des Ingelheimer Familienbetriebs, den er von seinem Vater erbte, führte er die dortige Malzfabrik und den Weinberg. Noch heute weist der Straßenname „Im Malzhof“ auf das Wirken der Familie Löwensberg in Ingelheim hin. Seit 1905 war Fritz als Kaufmann tätig und wohnte mit seiner Frau Alma Roos (1886–1930) aus Straßburg, die er 1912 geheiratet hatte, in Mainz. Das Paar hatte zwei Kinder, Wilhelm Adolf (geb. 1914) und Ilse Lore (geb. 1919). Seine Frau verstarb am 9. April 1930 in Mainz. Er war als Vorsteher der Jüdischen Gemeinde tätig. Jahre später traf er seine zweite Ehefrau Gertrud Czaspski (geb. 1889). Nachdem die Grebenstraße 12 in ein „Judenhaus“ umfunktioniert worden war, wurde das Ehepaar dorthin eingewiesen. Als Vorsteher der Jüdischen Gemeinde Mainz und Leiter der Bezirksstelle Hessen der Reichsvereinigung der Juden wurde er, ähnlich wie Michel Oppenheim, zur Arbeit mit der Gestapo gezwungen und konnte so einige jüdische Mitglieder retten. Am 10. Februar 1943 wurde er mit seiner Frau und seiner Großmutter Amalie nach Theresienstadt deportiert. Fritz Löwensberg wurde am 25. April 1944 in Theresienstadt ermordet. Seine Frau Gertrud überlebte als einziges Mitglied der Familie Löwensberg die Zeit im Konzentrationslager und entkam mit einem Transport am 5. Februar 1945 in die Schweiz, wo sie 1977 in Zürich verstarb. |
| Uferstraße 57 · Mainz ·                    | 8. Nov. 2017  | | HIER WOHNTE DR.SIEGMUND LEVI JG. 1864 DEPORTIERT 1942 THERESIENSTADT ERMORDET 21.2.1943                                                             | | Justizrat Dr. Siegmund Levi, Sohn des vermögenden Rechtsanwalts und Mitglieds der Stadtverordnetenversammlung in Mainz Bernhard Levi (gest. 1883), litt seit 1933 unter den Repressalien des Nazi-Regimes, indem sein jährliches Einkommen von noch ca. 14.500 RM in 1933 bis 1937 auf gerade mal 1.000 bis 4.000 RM gesunken ist. Am 1. März 1938 erklärte er den Zulassungsverzicht als Rechtsanwalt. Das von seinem Vater ererbte Haus verkaufte er Ende 1937 an die Ehefrau eines Binger Kollegen und den größten Teil seiner luxuriösen Wohnungseinrichtung, darunter größere Mengen Silber und eine wertvolle Münzsammlung, musste er zu Spottpreisen verschleudern. Danach bezog er eine 2-Zimmer-Wohnung im jüdischen Altersheim in Frankfurt. Von seinem Vermögen verblieben ihm noch zwei Kästen Porzellan, Bücher und Gemälde – darunter Kupferstiche von Rembrandt und Dürer! Am 18. August 1942 wurde er in das Lager Theresienstadt „evakuiert“, wo er ein halbes Jahr später wohl von den Nazis ermordet wurde. In seiner 1940 verfassten letztwilligen Verfügung ernannte Levi den einzigen in Mainz noch – mit „Konsulenten“status – zugelassenen „nichtarischen“ Kollegen Heinrich Winter zum Testamentsvollstrecker. Er und seine Nachfolger im Amt bemühten sich für die nach Argentinien ausgewanderten Erben um Wiedergutmachung – allerdings mit bescheidenen Resultaten. Der Verbleib der Kunstwerke und der Münzsammlung scheint ungeklärt.                                             |
| Uferstraße 7 · Mainz ·                     | 18. Apr. 2019 | | HIER WOHNTE HERMANN LEVY JG. 1871 DEPORTIERT 1942 THERESIENSTADT ERMORDET 20.3.1944                                                                 | | Kennkarte Hermann Levy |
| Uferstraße 7 · Mainz ·                     | 18. Apr. 2019 | HIER WOHNTE FRANZISKA LEVY GEB. KAHN JG. 1870 DEPORTIERT 1942 THERESIENSTADT ERMORDET 13.10.1942                                                                          | | | Kennkarte Hermann Levy |
| Grebenstraße 12 · Mainz ·                  | 13. März 2013 | Verein für Sozialgeschichte Mainz e. V. Frauenlob-Gymnasium Mainz | HIER WOHNTE AMALIE LÖWENSBERG GEB. HERXHEIMER JG. 1849 DEPORTIERT 1943 THERESIENSTADT ERMORDET 28.2.1943                                            | | Die zynische Todesfallanzeige Frau Löwensbergs der Nazis im Ghetto Theresienstadt |
| Umbach 4 · Mainz ·                         | 25. Okt. 2019 | | HIER WOHNTE MARKUS MATTES JG. 1883 DEPORTIERT 1942 PIASKI ERMORDET                                                                                  | | |
| Umbach 4 · Mainz ·                         | 25. Okt. 2019 | HIER WOHNTE ANNA MATTES GEB. REIS JG. 1882 DEPORTIERT 1942 PIASKI ERMORDET                                                                                                | | | |
| Kaiserstraße 24 · Mainz ·                  | 5. Sep. 2016  | Dr. Joan Salomon USA | HIER WOHNTE EMMY MAYER GEB. REITZENSTEIN JG. 1893 FLUCHT USA                                                                                        | | |
| Kaiserstraße 24 · Mainz ·                  | 5. Sep. 2016  | Dr. Joan Salomon USA | HIER WOHNTE ERNST MAYER JG. 1878 GEDEMÜTIGT/ENTRECHTET FLUCHT IN DEN TOD 25.3.1939                                                                  | | |
| Kaiserstraße 24 · Mainz ·                  | 5. Sep. 2016  | Dr. Joan Salomon USA | HIER WOHNTE KURT JOHANN MAYER JG. 1917 FLUCHT 1938 DÄNEMARK SCHWEDEN                                                                                | | |
| Kaiserstraße 24 · Mainz ·                  | 5. Sep. 2016  | Dr. Joan Salomon USA | HIER WOHNTE LISELOTTE MAYER JG. 1913 FLUCHT ENGLAND                                                                                                 | | |
| Lotharstraße 11 · Mainz ·                  | 6. Nov. 2013  | Verein Frauenlob-Gymnasium Mainz Stolperstein AG | HIER WOHNTE GISELA MANNHEIMER JG. 1904 FLUCHT 1933 FRANKREICH INTERNIERT DRANCY DEPORTIERT 1942 AUSCHWITZ ERMORDET 1942                             | | |
| Lotharstraße 11 · Mainz ·                  | 6. Nov. 2013  | Verein Frauenlob-Gymnasium Mainz Stolperstein AG | HIER WOHNTE HENRIETTE MANNHEIMER JG. 1899 FLUCHT 1933 FRANKREICH FLUCHT IN DEN TOD PARIS 1942                                                       | | |
| Lotharstraße 11 · Mainz ·                  | 6. Nov. 2013  | Rechtsanwaltskammer Koblenz | HIER WOHNTE UND ARBEITETE HERBERT MANNHEIMER JG. 1901 BERUFSVERBOT FLUCHT 1933 FRANKREICH INTERNIERT DRANCY DEPORTIERT 1943 AUSCHWITZ ERMORDET 1944 | | Herbert Mannheimer war Rechtsanwalt und ist seit 1927 massiv gegen die NSDAP vorgegangen. Als Jude wurde er deshalb schnell zum Feind für die Nazis. Im Juni 1933 wurde ihm die Zulassung als Rechtsanwalt entzogen, woraufhin er noch im selben Jahr nach Frankreich flüchtete aber auch das rettete ihn nicht vor dem Vernichtungslager Auschwitz. |
| Walpodenstraße 6 · Mainz ·                 | 3. Feb. 2015  | Frauenlob-Gymnasium Mainz | HIER WOHNTE HANNELORE METZGER JG. 1921 DEPORTIERT 1942 PIASKI ERMORDET                                                                              | | Kennkarte Hannelore Metzger |
| Walpodenstraße 6 · Mainz ·                 | 3. Feb. 2015  | Frauenlob-Gymnasium Mainz | HIER WOHNTE IRMA METZGER GEB. LEOPOLD JG. 1895 DEPORTIERT 1942 PIASKI ERMORDET                                                                      | | Kennkarte Hannelore Metzger |
| Schillerplatz 5 · Mainz ·                  | 13. März 2013 | Verein für Sozialgeschichte Mainz e. V. Frauenlob-Gymnasium Mainz | HIER WOHNTE WILHELM GABRIEL OPPENHEIMER JG. 1888 FLUCHT 1939 BELGIEN INTERNIERT MECHELEN DEPORTIERT 1942 KOSEL FÜR TOT ERKLÄRT                      | | Der Mainzer Weingroßhändler Wilhelm Oppenheimer und seine Ehefrau Anna, emigrierten nach dem Verlust ihres »arisierten« Geschäfts am Schillerplatz 5 nach Belgien, während ihre beiden Töchter Hilde und Rosemarie per Kindertransport in die Niederlande gelangten. Die ältere Tochter Hilde weilte während des Kriegsausbruchs in England und so war ihr die Rückkehr nach den Niederlanden verwehrt, was ihr letztendlich das Leben rettete, nicht jedoch ihrer Schwester Rosemarie. (Siehe hierzu: Rosemarie Oppenheimer an der Quäkerschule Eerde) Im Herbst 1941, unter deutscher Besatzung, wurde Rosemarie Oppenheimer in das KZ Vught deportiert. Von dort erfolgte am 21. September 1943 die Verschleppung der nun 18-jährigen Rosemarie in das Vernichtungslager Auschwitz. Wilhelm und Anna Oppenheimer wurden im September 1942 von Mechelen nach Auschwitz deportiert. Wilhelm Oppenheimer »starb« auf dem Wege in Kosel, wo oft Arbeitsfähige zur Zwangsarbeit ausgesondert wurden. Anna Oppenheimer wurde in Auschwitz ermordet. |
| Schillerplatz 5 · Mainz ·                  | 13. März 2013 | Verein für Sozialgeschichte Mainz e. V. Frauenlob-Gymnasium Mainz | HIER WOHNTE ANNA OPPENHEIMER GEB. METZGER JG. 1896 FLUCHT 1939 BELGIEN INTERNIERT MECHELEN DEPORTIERT 1942 ERMORDET IN AUSCHWITZ                    | | Der Mainzer Weingroßhändler Wilhelm Oppenheimer und seine Ehefrau Anna, emigrierten nach dem Verlust ihres »arisierten« Geschäfts am Schillerplatz 5 nach Belgien, während ihre beiden Töchter Hilde und Rosemarie per Kindertransport in die Niederlande gelangten. Die ältere Tochter Hilde weilte während des Kriegsausbruchs in England und so war ihr die Rückkehr nach den Niederlanden verwehrt, was ihr letztendlich das Leben rettete, nicht jedoch ihrer Schwester Rosemarie. (Siehe hierzu: Rosemarie Oppenheimer an der Quäkerschule Eerde) Im Herbst 1941, unter deutscher Besatzung, wurde Rosemarie Oppenheimer in das KZ Vught deportiert. Von dort erfolgte am 21. September 1943 die Verschleppung der nun 18-jährigen Rosemarie in das Vernichtungslager Auschwitz. Wilhelm und Anna Oppenheimer wurden im September 1942 von Mechelen nach Auschwitz deportiert. Wilhelm Oppenheimer »starb« auf dem Wege in Kosel, wo oft Arbeitsfähige zur Zwangsarbeit ausgesondert wurden. Anna Oppenheimer wurde in Auschwitz ermordet. |
| Schillerplatz 5 · Mainz ·                  | 13. März 2013 | Verein für Sozialgeschichte Mainz e. V. Frauenlob-Gymnasium Mainz | HIER WOHNTE ROSEMARIE OPPENHEIMER JG. 1924 KINDERTRANSPORT 1939 HOLLAND INTERNIERT VUGHT DEPORTIERT 1943 AUSCHWITZ ERMORDET 24.9.1943               | | Der Mainzer Weingroßhändler Wilhelm Oppenheimer und seine Ehefrau Anna, emigrierten nach dem Verlust ihres »arisierten« Geschäfts am Schillerplatz 5 nach Belgien, während ihre beiden Töchter Hilde und Rosemarie per Kindertransport in die Niederlande gelangten. Die ältere Tochter Hilde weilte während des Kriegsausbruchs in England und so war ihr die Rückkehr nach den Niederlanden verwehrt, was ihr letztendlich das Leben rettete, nicht jedoch ihrer Schwester Rosemarie. (Siehe hierzu: Rosemarie Oppenheimer an der Quäkerschule Eerde) Im Herbst 1941, unter deutscher Besatzung, wurde Rosemarie Oppenheimer in das KZ Vught deportiert. Von dort erfolgte am 21. September 1943 die Verschleppung der nun 18-jährigen Rosemarie in das Vernichtungslager Auschwitz. Wilhelm und Anna Oppenheimer wurden im September 1942 von Mechelen nach Auschwitz deportiert. Wilhelm Oppenheimer »starb« auf dem Wege in Kosel, wo oft Arbeitsfähige zur Zwangsarbeit ausgesondert wurden. Anna Oppenheimer wurde in Auschwitz ermordet. |
| Umbach 8 · Mainz ·                         | 18. Apr. 2019 | | HIER WOHNTE ELLA RAPHAELSON GEB. HERRNBERG JG. 1878 DEPORTIERT 1942 PIASKI ERMORDET                                                                 | | |
| Fischtorplatz 23 · Mainz ·                 | 29. Aug. 2011 | Mainzer Unternehmerinnen-Treff | HIER WOHNTE HEDWIG REILING GEB. FULD JG. 1880 DEPORTIERT 1942 ERMORDET IN PIASKI                                                                    | | Die Eheleute Isidor und Hedwig Reiling waren die Besitzer einer Kunst- und Antiquitätenhandlung in Mainz, die erst ihr Hab und Gut, und später ihr Leben verloren. Ihre Tochter Netty ist besser bekannt unter ihrem Pseudonym Anna Seghers. Am 10. März 1940, zwei Tage nach der Zwangsarisierung des Geschäftes, starb Isidor Reiling an den Folgen eines Schlaganfalls. |
| Walpodenstraße 5 · Mainz ·                 | 3. Feb. 2015  | Frauenlob-Gymnasium Mainz | HIER WOHNTE BERTHA SCHÖNBERGER JG. 1870 GEDEMÜTIGT/ENTRECHTET FLUCHT IN DEN TOD 18.8.1942                                                           | | |
| Walpodenstraße 5 · Mainz ·                 | 3. Feb. 2015  | Frauenlob-Gymnasium Mainz | HIER WOHNTE DORIS SCHÖNBERGER JG. 1920 FLUCHT 1939 FRANKREICH INTERNIERT DRANCY DEPORTIERT 1942 AUSCHWITZ ERMORDET 30.9.1942                        | | |
| Walpodenstraße 5 · Mainz ·                 | 3. Feb. 2015  | Frauenlob-Gymnasium Mainz | HIER WOHNTE JOHANNA SCHÖNBERGER GEB. DREYFUSS JG. 1892 FLUCHT 1939 FRANKREICH INTERNIERT DRANCY DEPORTIERT 1942 ERMORDET IN AUSCHWITZ               | | |
| Walpodenstraße 5 · Mainz ·                 | 3. Feb. 2015  | Frauenlob-Gymnasium Mainz | HIER WOHNTE JOHANETTE SCHÖNBERGER JG. 1873 GEDEMÜTIGT/ENTRECHTET FLUCHT IN DEN TOD 11.9.1942                                                        | | |
| Rheinallee 3 · Mainz ·                     | 5. März 2013  | Verein für Sozialgeschichte Mainz e. V. Frauenlob-Gymnasium Mainz | HIER WOHNTE JOHANNA SICHEL JG. 1879 DEPORTIERT 1942 PIASKI ERMORDET                                                                                 | | Johanna Sichel war von 1902 bis 1933 Lehrerin an der städtischen Höheren Mädchenschule. Mitte 1933 wurde sie von den Nazis aus dem Schuldienst entfernt. Die viele Jahre geschätzte und beliebte Lehrerin wurde im März 1942 zusammen mit rund 1000 Menschen von Darmstadt aus in das Lager Piaski, östlich von Lublin gelegen, deportiert. |
| Rheinallee 3 · Mainz ·                     | 5. Juli 2021  | | HIER WOHNTE ELLA DEUTSCH GEB. STERN JG. 1882 DEPORTIERT 1942 ERMORDET IM BESETZTEN POLEN                                                            | | Kennkarte Ella Deutsch Kennkarte Heinrich Deutsch |
| Rheinallee 3 · Mainz ·                     | 5. Juli 2021  | HIER WOHNTE HEINRICH DEUTSCH JG. 1906 DEPORTIERT 1942 ERMORDET IM BESETZTEN POLEN                                                                                         | | | Kennkarte Ella Deutsch Kennkarte Heinrich Deutsch |
| Seilergasse · Ecke Mailandsgasse · Mainz · | 13. März 2013 | Verein für Sozialgeschichte Mainz e. V. Frauenlob-Gymnasium Mainz | HIER WOHNTE FANNY LIESEL SILBER JG. 1922 FLUCHT 1939 FRANKREICH INTERNIERT ANGERS DEPORTIERT 1942 ERMORDET IN AUSCHWITZ                             | | Kennkarte Fanny Liesel Silber |
| Bauhofstraße 6 · Mainz ·                   | 15. Okt. 2015 | Andrea Stahn | HIER WOHNTE ALICE THERESE STAHN GEB. FRIEDMANN JG. 1884 DEPORTIERT 1944 THERESIENSTADT BEFREIT                                                      | | Alice Stahn, Witwe des 1927 tödlich verunglückten Zahnarztes und „Ariers“ Dr. Otto Stahn und Mutter zweier Kinder war von 1915 bis 1918 Leiterin einer großen Volksküche in Mainz, wurde für diese Tätigkeit mit der Roten-Kreuz-Medaille ausgezeichnet und bekam das Hessische Kriegs-Ehrenzeichen. Gest. 5. Januar 1955 in Mainz Kennkarte Alice Therese Stahn |
| Betzelsstraße 8 · Mainz ·                  | 9. Nov. 2010  | Pamela und Kurt Mayer Tacoma, Washington, USA | HIER WOHNTE CLEMENTINE STRAUSS GEB. GERNSHEIMER JG. 1877 DEPORTIERT 1942 PIASKI ERMORDET                                                            | | Clementine Strauss, Witwe des 1922 verstorbenen Mainzer Metzgereiinhabers Gerson Strauss führte das Geschäft mit ihrem Sohn Moritz, der ebenfalls Metzger war weiter. Auf Grund der wachsenden Repressalien der Nationalsozialisten emigrierte Moritz Strauss 1936 nach Palästina. Ihre Tochter Emmy konnte im April 1939 mit ihrem Mann, einem Mainzer Textilgroßhändler und Sohn Kurt noch in die USA emigrieren. Clementines Tochter Hermine, deren Mann früh verstorben ist, zog nach dem Tod ihres Mannes mit ihrem Sohn Günter wieder zu ihrer Mutter in die Betzelsstraße. Nach dem Novemberpogrom 1938 sorgten die Frauen dafür, dass Günter mit einem Kindertransport in die Schweiz entkommen konnte. Danach waren diese beiden Frauen die letzten der Familie, die noch in Mainz lebten. Nach Kriegsbeginn wurden sie gezwungen, ihre Wohnung zu verlassen und in das „Judenhaus“ Kaiserstraße 53 umzuziehen, wo sie in äußerst beengten Verhältnissen mit mehreren anderen jüdischen Familien zusammenleben mussten, bevor sie 1942 nach Polen deportiert und ermordet wurden. |
| Betzelsstraße 8 · Mainz ·                  | 9. Nov. 2010  | Pamela und Kurt Mayer Tacoma, Washington, USA | HIER WOHNTE HERMINE STRAUSS VERH. WERTHEIMER JG. 1900 DEPORTIERT 1942 PIASKI ERMORDET                                                               | | Clementine Strauss, Witwe des 1922 verstorbenen Mainzer Metzgereiinhabers Gerson Strauss führte das Geschäft mit ihrem Sohn Moritz, der ebenfalls Metzger war weiter. Auf Grund der wachsenden Repressalien der Nationalsozialisten emigrierte Moritz Strauss 1936 nach Palästina. Ihre Tochter Emmy konnte im April 1939 mit ihrem Mann, einem Mainzer Textilgroßhändler und Sohn Kurt noch in die USA emigrieren. Clementines Tochter Hermine, deren Mann früh verstorben ist, zog nach dem Tod ihres Mannes mit ihrem Sohn Günter wieder zu ihrer Mutter in die Betzelsstraße. Nach dem Novemberpogrom 1938 sorgten die Frauen dafür, dass Günter mit einem Kindertransport in die Schweiz entkommen konnte. Danach waren diese beiden Frauen die letzten der Familie, die noch in Mainz lebten. Nach Kriegsbeginn wurden sie gezwungen, ihre Wohnung zu verlassen und in das „Judenhaus“ Kaiserstraße 53 umzuziehen, wo sie in äußerst beengten Verhältnissen mit mehreren anderen jüdischen Familien zusammenleben mussten, bevor sie 1942 nach Polen deportiert und ermordet wurden. |
| Große Bleiche 38 · Mainz ·                 | 18. Apr. 2019 | | HIER WOHNTE KAROLINE TSCHORNICKI GEB. CASPER JG. 1876 DEPORTIERT 1942 THERESIENSTADT ERMORDET 1.1.1943                                              | | Karoline Tschornicki, Ehefrau des 1936 verstorbenen Jakob Tschornicki und Mutter Max Tschornickis, lebte in geordneten Verhältnissen in einem bürgerlichen Haus in der Großen Bleiche in Mainz, bevor sie im Zuge der Verfolgungsmaßnahmen der Nazis gegen die Juden in die Bilhildistraße umziehen musste. Ihr jüngster Sohn Julian emigrierte in diesem Zusammenhang ins Exil nach Frankreich, von wo aus ihm die Flucht nach Mexiko gelang. Am 27. September 1942 wurde Karoline Tschornicki über Darmstadt nach Theresienstadt deportiert. Dort starb sie nur wenige Wochen nach ihrer Ankunft. |
| Große Bleiche 38 · Mainz ·                 | 18. Apr. 2019 | HIER WOHNTE MAX TSCHORNICKI JG. 1903 „SCHUTZHAFT“ 1933 OSTHOFEN FLUCHT FRANKREICH GEFÄNGNIS MONTLUC LYON DEPORTIERT 1944 MEHRERE KZ TODESMARSCH DACHAU ERMORDET 20.4.1945 | | Max Tschornicki besuchte als Schüler das Alte Gymnasium, (heute Rabanus-Maurus-Gymnasium) in Mainz und engagierte sich schon während seiner Schulzeit bei der USPD. Nach seinem Abitur studierte er Rechtswissenschaften und ließ sich nach seinen bestandenen Staatsexamen als Rechtsanwalt in seiner Heimatstadt nieder. Als Verteidiger von Gegnern des Nationalsozialismus in zahlreichen Strafprozessen machte er sich schon früh bei den Nazis sehr unbeliebt und brachte ihm schon am 28. März 1933 die Verhaftung und die Einlieferung in das Landgerichtsgefängnis Mainz ein. Zwar schon am 21. April desselben Jahres wieder entlassen, blieb er doch im Visier der Staatsmacht. Nur wenige Wochen später wurde er im Juni 1933 im KZ Osthofen erneut inhaftiert. Von dort aus gelang ihm am 3. Juli die Flucht und fand zunächst Unterschlupf bei einem befreundeten Schmied in der Pfalz, bevor er über das Saargebiet nach Frankreich emigrierte. Sein Leben im Untergrund währte bis zum 11. August 1944. Von der deutschen Besatzungsmacht entdeckt und festgenommen, zunächst in das KZ Groß-Rosen deportiert, am 10. Februar 1945 einen sogenannten Todesmarsch nach Buchenwald (Thüringen) überlebt, danach in das KZ Natzweiler-Struthof (Elsass) verlegt folgte seine nächste Station im KZ Bisingen (Baden-Württemberg), bis er schließlich Anfang April im KZ Dachau in Bayern landete und dort am 20. April 1945 im KZ-Außenlager München-Allach an seinen Entbehrungen zugrunde gegangen ist. | |
| Diether-v.-Isenburg · -Straße 11 · Mainz · | 11. Sep. 2010 | Familie Michael Avner Ramat HaSharon, Israel | HIER WOHNTE ALBERT LEOPOLD VOGEL JG. 1882 DEPORTIERT 1942 TREBLINKA ERMORDET                                                                        | | Albert Vogel, geboren am 4. Juni 1882 in Kempten, war Weinhändler in Mainz und Guntersblum Vogels Eltern besaßen ein Weingut in Mainz sowie Weinberge, Lagerräume und Sommerhäuser in Guntersblum. Nach seinem Kriegseinsatz im Ersten Weltkrieg stieg Albert in das väterliche Unternehmen ein und heiratete 1924 Marie, geborene Eisenmann (geboren am 26. Januar 1895 in Nördlingen), mit der er die Kinder Marga (geb. 13. Januar 1922) und die Zwillingsschwestern Lotte und Susanne Vogel (geb. 2. September 1924) bekam. Diese drei Töchter wurden 1939 per Kindertransport nach London geschickt und konnten den Holocaust entgehen, wobei 1949 zunächst Susanne und 1950 ihre Zwillingsschwester Lotte nach Israel ausgewandert sind. Die Eltern blieben in Mainz und wurden 1942 nach Treblinka deportiert, wo sie ermordet wurden. Sowohl vor ihrer Mainzer Adresse als auch vor ihrem damaligen Sommerhaus in Guntersblum in der Julianenstraße 2 erinnern Stolpersteine an Albert und Marie Vogel. Kennkarte Albert Leopold Vogel |
| Diether-v.-Isenburg · -Straße 11 · Mainz · | 11. Sep. 2010 | Familie Michael Avner Ramat HaSharon, Israel | HIER WOHNTE MARIE VOGEL GEB. EISENMANN JG. 1895 DEPORTIERT 1942 TREBLINKA ERMORDET                                                                  | | Albert Vogel, geboren am 4. Juni 1882 in Kempten, war Weinhändler in Mainz und Guntersblum Vogels Eltern besaßen ein Weingut in Mainz sowie Weinberge, Lagerräume und Sommerhäuser in Guntersblum. Nach seinem Kriegseinsatz im Ersten Weltkrieg stieg Albert in das väterliche Unternehmen ein und heiratete 1924 Marie, geborene Eisenmann (geboren am 26. Januar 1895 in Nördlingen), mit der er die Kinder Marga (geb. 13. Januar 1922) und die Zwillingsschwestern Lotte und Susanne Vogel (geb. 2. September 1924) bekam. Diese drei Töchter wurden 1939 per Kindertransport nach London geschickt und konnten den Holocaust entgehen, wobei 1949 zunächst Susanne und 1950 ihre Zwillingsschwester Lotte nach Israel ausgewandert sind. Die Eltern blieben in Mainz und wurden 1942 nach Treblinka deportiert, wo sie ermordet wurden. Sowohl vor ihrer Mainzer Adresse als auch vor ihrem damaligen Sommerhaus in Guntersblum in der Julianenstraße 2 erinnern Stolpersteine an Albert und Marie Vogel. Kennkarte Albert Leopold Vogel |
| Rheinstraße 24 · Mainz ·                   | 15. Okt. 2015 | Henry L. Strauss USA | HIER WOHNTE EDGAR WALLACH JG. 1938 DEPORTIERT 1942 ERMORDET IM BESETZTEN POLEN                                                                      | | Friedrich (Fritz) Wallach, geb. am 29. November 1899 in Mainz, war das dritte Kind von August Abraham und Jenny Wallach. Er wurde Kaufmann wie sein Vater. Bis zu seiner Eheschließung wohnte er bei seinen Eltern, zuletzt in der Rheinstraße 55. 1937 heiratete er Hanna Israel aus Hannover. Das Paar wohnte nun hier in der Rheinstraße 24. Ihr Kind Edgar wurde am 28. Mai 1938 in Mainz geboren. Nachdem Friedrich als Jude seinen Arbeitsplatz verloren hatte, floh er 1938 nach England, wo er eine Stelle als Buchhalter fand. Doch bevor er Frau und Kind nachkommen lassen konnte, brach der Krieg aus. Friedrich wurde als „feindlicher Ausländer“ in England interniert und nach Kanada in ein Lager verbracht, wo er den ganzen Krieg über bleiben musste. Seiner Frau Hanna gelang es nicht, rechtzeitig die notwendigen Auswanderungspapiere für sich und ihr Kind zu erhalten. Sie wurde mit dem vierjährigen Edgar am 30. September 1942 nach Polen in ein Vernichtungslager deportiert und ermordet. Kennkarte Edgar Wallach |
| Rheinstraße 24 · Mainz ·                   | 15. Okt. 2015 | Henry L. Strauss USA | HIER WOHNTE FRIEDRICH WALLACH JG. 1899 FLUCHT 1938 ENGLAND INTERNIERT KANADA ÜBERLEBT                                                               | | Friedrich (Fritz) Wallach, geb. am 29. November 1899 in Mainz, war das dritte Kind von August Abraham und Jenny Wallach. Er wurde Kaufmann wie sein Vater. Bis zu seiner Eheschließung wohnte er bei seinen Eltern, zuletzt in der Rheinstraße 55. 1937 heiratete er Hanna Israel aus Hannover. Das Paar wohnte nun hier in der Rheinstraße 24. Ihr Kind Edgar wurde am 28. Mai 1938 in Mainz geboren. Nachdem Friedrich als Jude seinen Arbeitsplatz verloren hatte, floh er 1938 nach England, wo er eine Stelle als Buchhalter fand. Doch bevor er Frau und Kind nachkommen lassen konnte, brach der Krieg aus. Friedrich wurde als „feindlicher Ausländer“ in England interniert und nach Kanada in ein Lager verbracht, wo er den ganzen Krieg über bleiben musste. Seiner Frau Hanna gelang es nicht, rechtzeitig die notwendigen Auswanderungspapiere für sich und ihr Kind zu erhalten. Sie wurde mit dem vierjährigen Edgar am 30. September 1942 nach Polen in ein Vernichtungslager deportiert und ermordet. Kennkarte Edgar Wallach |
| Rheinstraße 24 · Mainz ·                   | 15. Okt. 2015 | Henry L. Strauss USA | HIER WOHNTE HANNA WALLACH GEB. ISRAEL JG. 1906 DEPORTIERT 1942 ERMORDET IM BESETZTEN POLEN                                                          | | Friedrich (Fritz) Wallach, geb. am 29. November 1899 in Mainz, war das dritte Kind von August Abraham und Jenny Wallach. Er wurde Kaufmann wie sein Vater. Bis zu seiner Eheschließung wohnte er bei seinen Eltern, zuletzt in der Rheinstraße 55. 1937 heiratete er Hanna Israel aus Hannover. Das Paar wohnte nun hier in der Rheinstraße 24. Ihr Kind Edgar wurde am 28. Mai 1938 in Mainz geboren. Nachdem Friedrich als Jude seinen Arbeitsplatz verloren hatte, floh er 1938 nach England, wo er eine Stelle als Buchhalter fand. Doch bevor er Frau und Kind nachkommen lassen konnte, brach der Krieg aus. Friedrich wurde als „feindlicher Ausländer“ in England interniert und nach Kanada in ein Lager verbracht, wo er den ganzen Krieg über bleiben musste. Seiner Frau Hanna gelang es nicht, rechtzeitig die notwendigen Auswanderungspapiere für sich und ihr Kind zu erhalten. Sie wurde mit dem vierjährigen Edgar am 30. September 1942 nach Polen in ein Vernichtungslager deportiert und ermordet. Kennkarte Edgar Wallach |
| Rheinstraße 55 · Mainz ·                   | 15. Okt. 2015 | Henry L. Strauss USA | HIER WOHNTE ABRAHAM AUGUST WALLACH JG. 1861 DEPORTIERT 1942 THERESIENSTADT ERMORDET 10.1.1943                                                       | | August Abraham Wallach, geb. am 25. September 1861 in Linz am Rhein, Kaufmann, gründete 1894 in der Mittleren Bleiche 40 in Mainz eine Bürsten- und Pinselfabrik. Zwei Jahre später, 1896, heiratete er die 24-jährige Jenny Marxsohn aus Groß-Gerau. Das Paar hatte 4 Kinder. Wilhelm Ludwig (15.6.1897), Ida Bertha (8.9.1898), Friedrich (29.11.1899) und Ernestine (17.4.1902). Nach mehrmaligen Umzügen fand Wallach seinen endgültigen Standort für seine Firma und Wohnung in der Rheinallee 109. Nach Kriegsbeginn mussten August und Jenny Wallach die Wohnung in diesem Haus verlassen. Zuletzt waren sie im Haus Breidenbacher Straße 25 einquartiert, das nun als jüdisches Altersheim diente und völlig überfüllt war. Am 27. September 1942 wurden August Wallach, 81 Jahre alt, und Jenny Wallach, 70 Jahre alt, nach Theresienstadt deportiert, zusammen mit zahlreichen anderen alten Menschen aus Mainz. Dort starb August Wallach am 10. Januar 1943, seine Frau Jenny am 20. April 1944. |
| Rheinstraße 55 · Mainz ·                   | 15. Okt. 2015 | Henry L. Strauss USA | HIER WOHNTE JENNY WALLACH GEB. MARXSOHN JG. 1872 DEPORTIERT 1942 THERESIENSTADT ERMORDET 20.4.1944                                                  | | August Abraham Wallach, geb. am 25. September 1861 in Linz am Rhein, Kaufmann, gründete 1894 in der Mittleren Bleiche 40 in Mainz eine Bürsten- und Pinselfabrik. Zwei Jahre später, 1896, heiratete er die 24-jährige Jenny Marxsohn aus Groß-Gerau. Das Paar hatte 4 Kinder. Wilhelm Ludwig (15.6.1897), Ida Bertha (8.9.1898), Friedrich (29.11.1899) und Ernestine (17.4.1902). Nach mehrmaligen Umzügen fand Wallach seinen endgültigen Standort für seine Firma und Wohnung in der Rheinallee 109. Nach Kriegsbeginn mussten August und Jenny Wallach die Wohnung in diesem Haus verlassen. Zuletzt waren sie im Haus Breidenbacher Straße 25 einquartiert, das nun als jüdisches Altersheim diente und völlig überfüllt war. Am 27. September 1942 wurden August Wallach, 81 Jahre alt, und Jenny Wallach, 70 Jahre alt, nach Theresienstadt deportiert, zusammen mit zahlreichen anderen alten Menschen aus Mainz. Dort starb August Wallach am 10. Januar 1943, seine Frau Jenny am 20. April 1944. |
| Große Langgasse 29 · Mainz ·               | 6. Nov. 2013  | Ursula Stenner | HIER WOHNTE ARTHUR WILDAU JG. 1882 DEPORTIERT 1942 PIASKI ERMORDET                                                                                  | | Arthur Wildau betrieb in der Großen Bleiche 34–36 mit seiner Frau Selma eine Möbelhandlung. Das Paar wohnte in der Umbach 5 (heute: Große Langgasse 29) und hatte zwei Töchter: Hildegard (geb. 1914) und Marianne (geb. 1921). Marianne, die noch bis 1939 bei ihren Eltern lebte konnte sich noch nach England retten, bevor ihre Mutter und ihr Vater gezwungen wurden ihre Wohnung in der Umbach zu verlassen und in eines der „Judenhäuser“, in die Frauenlobstraße 4, umzuziehen, wo sie in qualvoller Enge mit mehreren anderen jüdischen Familien zusammenleben mussten. Von dort wurden sie am 25. März 1942 nach Piaski bei Lublin in Polen deportiert und wenig später in einem Vernichtungslager ermordet. Über das Schicksal Hildegards ist nichts bekannt. Kennkarte Arthur Wildau |
| Große Langgasse 29 · Mainz ·               | 6. Nov. 2013  | Ursula Stenner | HIER WOHNTE SELMA WILDAU GEB. LÖWENTHAL JG. 1889 DEPORTIERT 1942 PIASKI ERMORDET                                                                    | | Arthur Wildau betrieb in der Großen Bleiche 34–36 mit seiner Frau Selma eine Möbelhandlung. Das Paar wohnte in der Umbach 5 (heute: Große Langgasse 29) und hatte zwei Töchter: Hildegard (geb. 1914) und Marianne (geb. 1921). Marianne, die noch bis 1939 bei ihren Eltern lebte konnte sich noch nach England retten, bevor ihre Mutter und ihr Vater gezwungen wurden ihre Wohnung in der Umbach zu verlassen und in eines der „Judenhäuser“, in die Frauenlobstraße 4, umzuziehen, wo sie in qualvoller Enge mit mehreren anderen jüdischen Familien zusammenleben mussten. Von dort wurden sie am 25. März 1942 nach Piaski bei Lublin in Polen deportiert und wenig später in einem Vernichtungslager ermordet. Über das Schicksal Hildegards ist nichts bekannt. Kennkarte Arthur Wildau |
| Markt 5 · Mainz ·                          | 6. Mai 2022   | | HIER WOHNTE KARL KERN JG. 1885 GEDEMÜTIGT / ENTRECHTET FLUCHT IN DEN TOD 13.5.1943                                                                  | | |
| Schusterstraße 10 · Mainz ·                | 6. Mai 2022   | | HIER WOHNTE DR. ARTHUR LEVY JG. 1880 GEDEMÜTIGT / ENTRECHTET TOT 2.8.1941                                                                           | | |
| Schusterstraße 10 · Mainz ·                | 6. Mai 2022   | HIER WOHNTE OSKAR LEVY JG. 1884 DEPORTIERT 1942 TREBLINKA ERMORDET 2.10.1942                                                                                              | | | |
| Schusterstraße 10 · Mainz ·                | 6. Mai 2022   | HIER WOHNTE ANNIE LEVY GEB. OPPENHEIM JG. 1900 DEPORTIERT 1942 TREBLINKA ERMORDET 2.10.1942                                                                               | | | |
| Margaretengasse 1 · Mainz ·                | 6. Mai 2022   | | HIER WOHNTE CHAIM EPHRAIM ZEITIN JG. 1877 UNFREIWILLIG VERZOGEN 1941 FRANKFURT DEPORTIERT 1942 TRANSIT-GHETTO IZBICA ERMORDET                       | | |
| Margaretengasse 1 · Mainz ·                | 6. Mai 2022   | HIER WOHNTE SARA ZEITIN GEB. SAFFRA JG. 1877 UNFREIWILLIG VERZOGEN 1941 FRANKFURT DEPORTIERT 1942 TRANSIT-GHETTO IZBICA ERMORDET                                          | | | |
| Margaretengasse 1 · Mainz ·                | 6. Mai 2022   | HIER WOHNTE ANNA ZEITIN JG. 1902 UNFREIWILLIG VERZOGEN 1940 FRANKFURT DEPORTIERT 1942 TRANSIT-GHETTO IZBICA ERMORDET                                                      | | | |
| Margaretengasse 1 · Mainz ·                | 6. Mai 2022   | HIER WOHNTE ISAAK ZEITIN JG. 1910 SEIT 1934 MEHRERE HEILANSTALTEN ´VERLEGT´ 25.6.1941 HADAMAR ERMORDET 25.6.1941 ´AKTION T4´                                              | | | |
| Löwenhofstraße 3 · Mainz ·                 | 6. Mai 2022   | | HIER WOHNTE MARTHA BASSING GEB. MAAS JG. 1888 VERHAFTET 1943 GEFÄNGNIS MAINZ DEPORTIERT AUSCHWITZ ERMORDET 21.8.1943                                | | |
| Hintere Bleiche 25 · Mainz ·               | 6. Mai 2022   | | HIER WOHNTE ALOYS VALENTIN KRIST JG. 1900 VERHAFTET 1943 ´ARBEITSERZIEHUNGSLAGER HEDDERNHEIM 1944 SACHSENHAUSEN NEUENGAMME ERMORDET                 | | |
| Hintere Bleiche 25 · Mainz ·               | 6. Mai 2022   | HIER WOHNTE LYDIA KRIST GEB. CULP JG. 1900 SEIT 1939 MEHRMALS VERHAFTET DEPORTIERT 1944 AUSCHWITZ ERMORDET 14.12.1944                                                     | | | |
| Rheinallee 5 · Mainz ·                     | 6. Mai 2022   | | HIER WOHNTE HERMANN REILING JG. 1862 GEDEMÜTIGT / ENTRECHTET TOT 30.3.1942                                                                          | | |
| Rheinallee 5 · Mainz ·                     | 6. Mai 2022   | HIER WOHNTE FLORA REILING GEB. ROSENTHAL JG. 1869 DEPORTIERT 1942 THERESIENSTADT ERMORDET 21.2.1943                                                                       | | | |
| Bahnhofstraße 5 · Mainz ·                  | 25. Jan. 2023 | | HIER WOHNTE ROSA BONDI GEB. WALLERSTEIN JG. 1874 FLUCHT HOLLAND INTERNIERT WESTERBORK DEPORTIERT 1943 SOBIBOR ERMORDET 28.5.1943                    | | |
| Neubrunnenstraße 21 · Mainz ·              | 25. Jan. 2023 | | HIER WOHNTE BERTHA GOLDSTEIN GEB. SCHIFF JG. 1890 DEPORTIERT 1942 PIASKI ERMORDET                                                                   | | |
| Neubrunnenstraße 21 · Mainz ·              | 25. Jan. 2023 | HIER WOHNTE LOUIS GOLDSTEIN JG. 1879 DEPORTIERT 1942 PIASKI ERMORDET | | | |
| Kaiserstraße 62 · Mainz ·                  | 25. Jan. 2023 | | HIER WOHNTE KARL MARXSOHN JG. 1893 FLUCHT 1939 FRANKREICH INTERNIERT DRANCY DEPORTIERT 1942 ERMORDET IN AUSCHWITZ                                   | | |
| Kaiserstraße 62 · Mainz ·                  | 25. Jan. 2023 | HIER WOHNTE ADELE ´ADA´ MARXSOHN GEB. SALFELD JG. 1906 FLUCHT 1939 FRANKREICH INTERNIERT DRANCY DEPORTIERT 1942 ERMORDET IN AUSCHWITZ                                     | | | |
| Kaiserstraße 62 · Mainz ·                  | 25. Jan. 2023 | HIER WOHNTE ELLEN ´HELENE´ MARXSOHN JG. 1929 FLUCHT 1939 FRANKREICH INTERNIERT DRANCY DEPORTIERT 1942 ERMORDET IN AUSCHWITZ                                               | | | |
| Große Bleiche 23 · Mainz ·                 | 13. Mai 2024  | | HIER WOHNTE LUDWIG MARX JG. 1846 DEPORTIERT 1942 THERESIENSTADT TOT AUF TRANSPORT 28.SEPT.1942 DARMSTADT                                            | | |
| Große Bleiche 23 · Mainz ·                 | 13. Mai 2024  | HIER WOHNTE AMANDA MARX JG. 1881 DEPORTIERT 1942 THERESIENSTADT ERMORDET 28.12.1942                                                                                       | | | |
| Große Bleiche 23 · Mainz ·                 | 13. Mai 2024  | HIER WOHNTE HUGO MARX JG. 1883 DEPORTIERT 1942 THERESIENSTADT ERMORDET 22.1.1943                                                                                          | | | |
| Große Bleiche 23 · Mainz ·                 | 13. Mai 2024  | HIER WOHNTE PAULA MARX JG. 1886 DEPORTIERT 1942 TREBLINKA ERMORDET 2.10.1942                                                                                              | | | |
| Fuststraße 17 · Mainz ·                    | 13. Mai 2024  | | HIER WOHNTE EMMY SUTIN GEB. LEHMANN JG. 1888 DEPORTIERT 1942 TREBLINKA ERMORDET 2.10.1942                                                           | | |
| Schöfferstraße 7 · Mainz ·                 | 13. Mai 2024  | | HIER WOHNTE ERNESTINE DRUCKER JG. 1873 DEPORTIERT 1942 THERESIENSTADT 1944 AUSCHWITZ ERMORDET                                                       | | |
| Schöfferstraße 7 · Mainz ·                 | 13. Mai 2024  | HIER WOHNTE ELSA DRUCKER JG. 1887 DEPORTIERT 1942 THERESIENSTADT 1943 AUSCHWITZ ERMORDET                                                                                  | | | |
| Klarastraße 13 · Mainz ·                   | 13. Mai 2024  | | HIER WOHNTE JOSEF GOLDSCHMIDT JG. 1876 DEPORTIERT 1942 THERESIENSTADT 1944 AUSCHWITZ ERMORDET                                                       | | |
| Klarastraße 13 · Mainz ·                   | 13. Mai 2024  | HIER WOHNTE JOHANNA GOLDSCHMIDT GEB. FRÖHLICH JG. 1881 DEPORTIERT 1942 THERESIENSTADT 1944 AUSCHWITZ ERMORDET                                                             | | | |
| Klarastraße 13 · Mainz ·                   | 13. Mai 2024  | HIER WOHNTE MANFRED MOSES GOLDSCHMIDT JG. 1911 MEHRERE HEILANSTALTEN 1941 JACOBY´SCHE ANSTALT BENDORF-SAYN DEPORTIERT 1942 TRANSIT-GHETTO KRASNICZYN ERMORDET             | | | |
| Albinistraße 14 · Mainz ·                  | 13. Mai 2024  | | HIER WOHNTE MAXIMILIAN GOCHSHEIMER JG. 1874 DEPORTIERT 1942 THERESIENSTADT ERMORDET 6.10.1942                                                       | | |
| Albinistraße 14 · Mainz ·                  | 13. Mai 2024  | HIER WOHNTE CLOTILDE GOCHSHEIMER GEB. STERN JG. 1879 DEPORTIERT 1942 THERESIENSTADT ERMORDET 25.1.1943                                                                    | | | |
| Albinistraße 14 · Mainz ·                  | 13. Mai 2024  | HIER WOHNTE ADOLF ERNST GOCHSHEIMER JG. 1913 DEPORTIERT 1942 THERESIENSTADT 1943 AUSCHWITZ ERMORDET                                                                       | | | |
| Kaiserstraße 80 · Mainz ·                  | 11. Sep. 2024 | | HIER WOHNTE HELLA LÄMMEL JG. 1916 DEPORTIERT 1943 AUSCHWITZ ERMORDET                                                                                | | |
| Kaiserstraße 80 · Mainz ·                  | 11. Sep. 2024 | HIER WOHNTE RIEKA LÄMMEL GEB. KIRCHHEIMER JG. 1893 DEPORTIERT 1943 AUSCHWITZ ERMORDET 13.8.1943                                                                           | | | |
| Kaiserstraße 80 · Mainz ·                  | 11. Sep. 2024 | HIER WOHNTE GERD LÄMMEL JG. 1920 DEPORTIERT 1943 AUSCHWITZ ERMORDET 28.9.1943                                                                                             | | | |
| Emmerich-Josef-Straße 4 · Mainz ·          | 20. Mai 2025  | | HIER WOHNTE HERMINE BLUM GEB. HIRSCHMANN JG. 1871 DEPORTIERT 1942 THERESIENSTADT ERMORDET 25.12.1942                                                | | |
| Breidenbacherstraße 25 · Mainz ·           | 20. Mai 2025  | | HIER WOHNTE ELSE GANZ JG. 1898 EINGEWIESEN 1923 HEILANSTALT ALZEY ´VERLEGT´ 21.5.1940 HEILANSTALT GODDELAU TOT 23.11.1940                           | | |
| Emmeransstraße 10 · Mainz ·                | 20. Mai 2025  | | HIER WOHNTE THERESE ROSENBUSCH JG. 1867 DEPORTIERT 1942 THERESIENSTADT ERMORDET 21.12.1942                                                          | | |
| Emmeransstraße 10 · Mainz ·                | 20. Mai 2025  | HIER WOHNTE SIEGFRIED ROSENBUSCH JG. 1904 DEPORTIERT 1942 GHETTO PIASKI ERMORDET                                                                                          | | | |
| Emmeransstraße 10 · Mainz ·                | 20. Mai 2025  | HIER WOHNTE ALBERT ROSENBUSCH JG. 1905 DEPORTIERT 1942 GHETTO PIASKI ERMORDET                                                                                             | | | |
| Emmeransstraße 10 · Mainz ·                | 20. Mai 2025  | HIER WOHNTE ERNA ROSENBUSCH GEB. FRÖHLICH JG. 1915 DEPORTIERT 1942 GHETTO PIASKI ERMORDET                                                                                 | | | |
| Bauhofstraße 8 · Mainz ·                   | 20. Mai 2025  | | HIER WOHNTE HENRIETTE ROOS GEB. KAUFMANN JG. 1866 DEPORTIERT 1942 THERESIENSTADT ERMORDET 24.2.1943                                                 | | |